# 太平洋戦争の年表

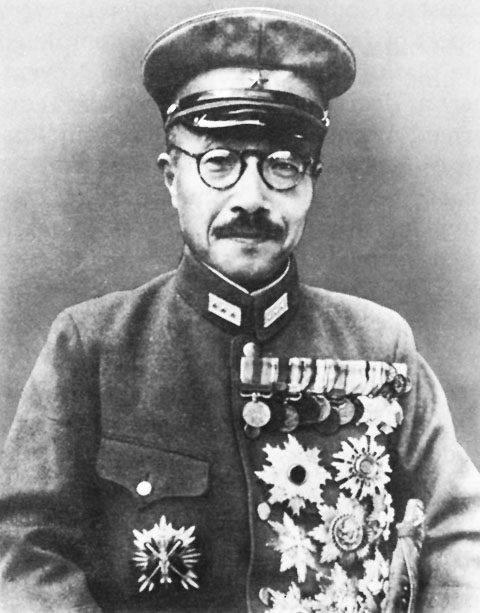
開戦時の日本の内閣総理大臣東條英機

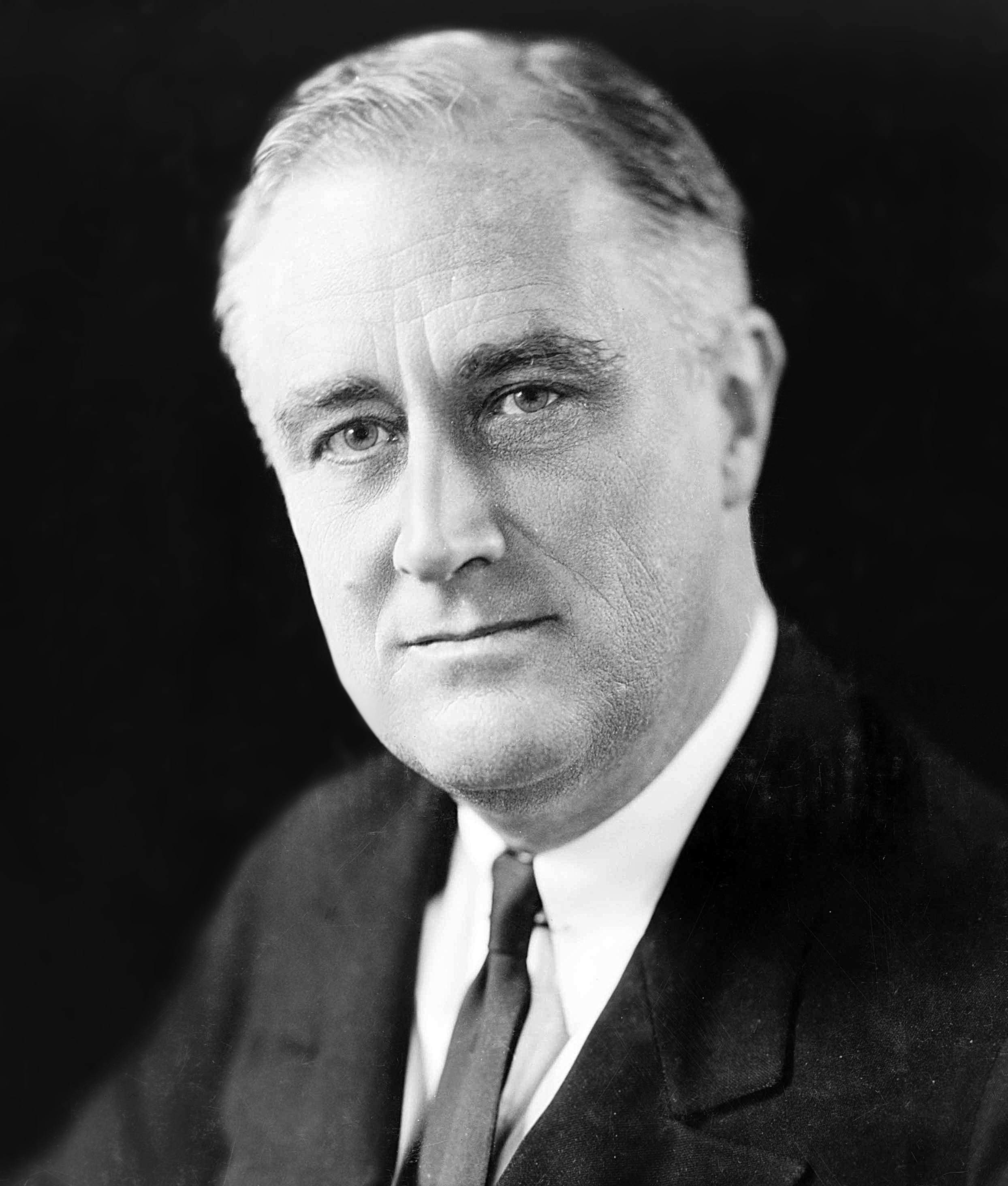
開戦時のアメリカ大統領ルーズベルト

アジア太平洋戦争の年表（あじあたいへいようせんそうのねんぴょう）では、3年9ヶ月に及ぶ日本、満洲国、タイ王国、南京国民政府、イタリア王国とアメリカ合衆国、イギリス帝国、オランダ、ソビエト連邦など連合国との太平洋戦争（国家総力戦）の経緯と経過を年表で示す。中華民国との間の戦争・事変は日中戦争を参照。

## 開戦までの経緯（簡略）
1937年（昭和12年）7月7日に始まった日中戦争（支那事変）によって、日本の満州事変以来の日本の中国進出を警戒する英米仏と、日中戦争の長期化は欧米の対中軍事支援によるとする日本の関係は急速に悪化、アメリカ合衆国が航空機用燃料・鉄鋼資源の対日輸出を制限するなど、日本の締め上げが図られた。それでも中国から撤退しない日本は、ヨーロッパにおいて第二次世界大戦を繰り広げるドイツ・イタリアと1940年に日独伊三国軍事同盟を締結し、ヴィシーフランスとの合意のもと仏領インドシナへ進駐し事態を打開しようとするが、アメリカは石油輸出全面禁止などの経済封鎖を以て、これに応えた。その後、数度にわたる日米交渉も難航し、アメリカは1941年（昭和16年）11月26日、ハル・ノートを日本側に提出した。これを最後通牒と受け止めた日本は、12月1日の御前会議で日米交渉の打ち切りと日米開戦を決定、択捉島単冠湾からハワイ真珠湾へ向けて出撃していた日本海軍機動部隊に12月8日の戦闘行動開始命令が伝達された。

## 開戦までの年表

### 第一次世界大戦前後

#### 1912年（明治45年/大正元年）
- 3月27日 ワシントンの桜

#### 1913年（大正2年）
- 米国、カリフォルニア州外国人土地法。日系アメリカ人の歴史も参照。
- 2月5日 日本、第一次護憲運動と大正政変。

#### 1914年（大正3年）
- ロシア、清国領だったトゥバを保護領とした。
- 1月 日本、シーメンス事件
- 10月3日から14日 - 太平洋戦役。日本による南洋群島の占領。日本、日英同盟に基づき第一次世界大戦に参戦。
- 10月31日 青島の戦い（11月7日まで）。

#### 1915年（大正4年）
- 全国中等学校優勝野球大会
- レーニン著「社会主義と戦争」。

#### 1917年（大正6年）
- 2月23日 ロシア革命勃発
- 11月2日 日米、石井・ランシング協定

#### 1918年（大正7年）
- スベイン風邪流行（1920年まで）
- 1月8日 十四か条の平和原則
- 7月12日 シベリア出兵宣言
- 7月22日 9月12日:日本、米騒動
- 9月 ボリシェヴィキ、日支闘争計画を決議。
- 9月27日 日本、原敬が内閣（原内閣）を組織し「平民宰相」と呼ばれた。従来の藩閥政治に代わる政党内閣の幕開け。内地延長主義も参照。

#### 1919年（大正8年）
- 3月2日 コミンテルン設立。国際共産主義運動も参照。
- 6月28日 南洋群島と山東省におけるドイツ権益の対日譲渡を明記したヴェルサイユ条約締結。ただし、中国は締結せず解決には日中２国間の条約が必要となる（山東問題）。
- 9月1日 アメリカ共産党
- 11月7日 日本、南洋群島の委任統治。オレンジ計画も参照。

### 戦間期
- 1920年代から1930年代の戦間期、日本では対外協調外交と軍縮の努力がみられ比較的自由な時代（大正デモクラシー、大正ロマン）を迎えていた。

#### 1920年（大正9年）
- レーニンの敗戦革命論。二段階革命論も参照。
- 1月10日 米国大統領・ウッドロウ・ウィルソンの提唱で国際連盟設立。ただし、議会の承認を得られず米国は不参加。
- 3月7日 尼港事件(5月まで)。シベリア出兵が長引いた一因。
- 4月6日 極東共和国建国
- 5月20日付け　福建省恵安県の遭難事件において、日本側が漂着した漁民を救助したことに対し、が送られた。
- 7月 第2回コミンテルン大会
- 9月1日から9月7日 東方諸民族大会。日本や中国から参加者あり。

#### 1921年（大正10年）
- 4月21日 東方勤労者共産大学設立、日本や中国から留学者あり。
- 6月 第3回コミンテルン大会（統一戦線）
- 7月 上海にコミンテルン執行委員会国際連絡部設立。
- 7月23日 コミンテルンの中国支部・中国共産党結成
- 8月14日 トゥヴァ人民共和国成立。ただし、清代のロシアによる分離工作や1920年に共産軍が侵入した経緯から、中華民国は承認せず。
- 8月26日から1922年4月16日 日ソ、大連会議
- 11月12日 - 1922年2月6日 ワシントン会議が開催され、ワシントン海軍軍縮条約および四カ国条約が締結された。

#### 1922年（大正11年）
- 日本、南洋庁設置。
- 1月21日から2月2日 極東諸民族大会。日本や中国から参加者あり。
- 2月4日 日中、山東懸案解決に関する条約締結、山東問題の解消。
- 2月6日 九カ国条約締結。ワシントン体制が確立された戦間期、日本でも融和的な協調外交（幣原外交）がおこなわれた。また、1920年代から1930年代前半にかけ天皇機関説が国家公認の憲法学説となった。
- 7月15日 コミンテルンの日本支部・日本共産党結成。第一次共産党も参照。
- 9月4日から25日 長春会議(日本とソ連の国交協議)
- 10月 日本、シベリア撤兵。

#### 1923年（大正12年）
- 8月17日 日英同盟の解消
- 9月1日 日本、関東大震災発生。アメリカ合衆国や中華民国を始め世界各国からの支援があった（国外の反応と支援）。
- 10月 日本、第二次護憲運動

#### 1924年（大正13年）
- 1月21日 ソ連、レーニン死去、権力闘争の末、後継はスターリン
- 6月11日 日本、加藤高明内閣成立と憲政の常道の確立。
- 7月1日 米国、1924年移民法。黄禍論も参照。
- 11月26日 外蒙古にモンゴル人民共和国成立。ただし、中華民国はソ連の傀儡国家として独立を認めず、ソ連の軍事力によって中国からの独立が保たれた。

#### 1925年（大正14年）
- 1月20日 日ソ基本条約締結
- 3月22日 日本初のラジオ放送
- 3月29日 日本、普通選挙法成立。
- 4月9日 ソ連、第九十四号命令。後の中ソ紛争の一因。
- 4月17日 朝鮮共産党結成。1926年春に正式な共産党（コミンテルン支部）となった。
- 5月12日 日本、治安維持法施行。
- 5月30日 上海で五・三〇事件。背景にコミンテルンの扇動。

#### 1926年（大正15年/昭和元年）
- 1920年代、ラジオ放送の始まりと昭和モダン。
- 国際レーニン学校設立、日本や中国から留学者あり。
- 8月10日 宝来丸略奪事件
- 12月25日 日本、高柳健次郎が世界初の電子式テレビ受像機を用いて「イ」の字を表示させることに成功

#### 1927年（昭和2年）
- 青い目の人形
- 3月24日 南京事件 (1927年)発生。
- 4月3日 漢口事件
- 4月6日 3月の南京事件を受け、北京政府は北京のソ連大使館捜索
- 5月 上海租界で太平洋地域のプロフィンテルン支部（太平洋労働組合書記局）設立。
- 6月1日 3月の南京事件の教訓から、北伐軍の山東省接近を受け第一次山東出兵（9月8日まで）。

#### 1928年（昭和3年）
- 3月 昭和金融恐慌
- 4月15日 台湾共産党結成。日本共産党の台湾支部。
- 4月20日 北伐軍の山東省接近を受け第二次山東出兵
- 5月3日 済南事件
- 5月9日 済南事件を受け第三次山東出兵（1929年4月撤兵）
- 6月4日 満洲某重大事件。日本では定説ではないが、海外には張作霖爆殺事件ソ連特務機関犯行説もある。
- 7月17日から9月1日 第6回コミンテルン大会とコミンテルン1928年テーゼ。
- 8月27日 不戦条約
- 11月1日 日本、ラジオ体操

#### 1929年（昭和4年）
- 7月14日 中ソ紛争勃発(同年12月まで)。
- 7月から翌1930年7月まで 日本、武装共産党。日本共産党技術部も参照。
- 10月 ウォール街大暴落、世界恐慌。1930年代のブロック経済の原因となる。
- 12月 第九十四号命令が原因の中ソ紛争終結。

#### 1930年（昭和5年）
- 1930年から1931年（昭和6年）にかけて昭和恐慌、昭和農業恐慌。
- ソ連のスパイ・リヒャルト・ゾルゲ、1932年まで上海で活動。尾崎秀実や川合貞吉らも参加するゾルゲ諜報団結成（獲得工作も参照）。
- 1月 インドシナ共産党結成、コミンテルンのベトナム支部
- 4月22日 イギリス、日本、フランス、イタリア、米国の間で、ロンドン海軍軍縮条約が締結。
- 5月1日 日本、川崎武装メーデー事件
- 5月6日 日華関税協定
- 5月11日 中国、中原大戦開始。
- 5月30日 間島共産党暴動。満州事変の一因。
- 7月29日 上海にコミンテルン極東局
- 1929年7月から翌1930年7月まで 日本、武装共産党
- 8月1日 八一吉敦暴動
- 11月14日 統帥権干犯問題を原因とする濱口首相遭難事件発生。当時の大日本帝国憲法は統帥権の独立が謳われ、文民統制が確立できない欠陥を抱えていた。
- 12月 第1次囲剿

#### 1931年（昭和6年）
- 日本、婦人参政権を条件付で認める法案が衆議院を通過
- 日本放送協会（省略NHK）放送技術研究所でテレビの研究開始。
- 3月6日 大日本連合婦人会設立。

### 日中戦争前夜
- 日本では恐慌による社会不安から極端な政治思想や過激な活動がひろまり、次第に軍部が台頭。

#### 1931年（昭和6年）
- 3月20日（金曜日） 三月事件
- 4月14日 濱口内閣総辞職。
- 6月15日 ヌーラン事件。日本への影響は非常時共産党も参照。
- 6月27日 中村大尉事件。満州事変の一因。
- 7月2日 万宝山事件。満州事変の一因。翌日、朝鮮排華事件も発生。間島問題も参照。
- 8月から9月 リンドバーグ夫妻の北太平洋航路調査と来日
- 9月18日 柳条湖事件（満州事変）。同日、コミンテルン指令1931年。
- 10月 十月事件
- 10月24日 米国フーヴァー政権下、禁酒法 時代に暗躍したギャング・アル・カポネ収監
- 11月 瑞金で第一回全中国ソビエト代表者大会。中華ソビエト共和国臨時政府樹立。
- 12月10日 リットン調査団発足。
- 12月13日
  - 日本、金輸出再禁止。
  - 第2次若槻内閣が総辞職。

### 1932年（昭和7年）
- 1月28日から3月3日 第一次上海事変。
- 2月9日 血盟団事件。
- 2月末 尾崎秀実帰国、日本国内でゾルゲ諜報団活動開始（ヒューミント）。
- 3月1日 満洲国建国宣言。満蒙開拓移民も開始される。河豚計画も参照。
- 3月 リットン調査団、派遣。
- 5月15日 五・一五事件（要人暗殺テロ）。犬養毅暗殺、大正デモクラシー以来続いた政党内閣の終焉。
- 5月26日 齋藤内閣成立（挙国一致内閣）。
- 7月24日 社会大衆党結成。
- 10月6日 日本、赤色ギャング事件。日本共産党技術部も参照。
- 10月24日 国防婦人会設立。
- 11月13日 南京の鶯（プロパガンダ、心理戦、情報戦）
- 1934年（昭和9年）まで、時局匡救事業。

### 1933年（昭和8年）
- 2月24日 国際連盟総会、「支日紛争に関する国際連盟特別総会報告書」勧告案の採決。
- 3月3日 昭和三陸沖地震
- 3月4日 フランクリン・ルーズベルトがアメリカ合衆国大統領に就任、民主党政権成立（ニューディール連合も参照）。1937年までニューディール政策。
- 3月27日 日本、国際連盟脱退通告。
- 4月12日〜1934年 東トルキスタン共和国
- 5月31日 日中間で塘沽停戦協定締結。この協定で、満州事変に一応の決着。
- 7月11日 日本、神兵隊事件
- 11月13日 日本、救国埼玉青年挺身隊事件
- 12月23日 日本共産党スパイ査問事件

### 1934年（昭和9年）
- 10月 中国紅軍、長征開始(1936年10月まで)
- 11月2日から12月1日 日米野球、ベーブルース来日
- 11月20日 士官学校事件。

### 1935年（昭和10年）
- 1月8日 哈爾哈廟事件（日ソ間紛争）
- 1月15日から1月17日 中共、遵義会議
- 2月18日 日本、天皇機関説事件。1935年ころから、八紘一宇などのスローガンが掲げられるようになった（国家神道も参照）。また、御真影と教育勅語の神聖化（現人神も参照）や奉安殿の建設が盛んになる。
- 6月1日 ラジオ東京放送開始
- 6月10日 梅津・何応欽協定
- 6月27日 土肥原・秦徳純協定
- 7月25日 第七回コミンテルン大会[1]（人民戦線戦術および統一戦線も参照）。
- 8月1日 中共、八・一宣言
- 8月12日 相沢事件
- 11月1日 汪兆銘狙撃事件（藍衣社も参照）
- 11月9日 中山水兵射殺事件
- 11月25日 河北省に冀東防共自治政府成立。

### 1936年（昭和11年）
- ソ連、1936年から1938年にわたり大粛清、グラーグも参照。
- 1月15日 日本、ロンドン軍縮会議脱退。
- 1月29日 金廠溝事件（日ソ間紛争）
- 2月5日 日本、職業野球
- 2月26日 二・二六事件（クーデター未遂）発生、戒厳の宣告。世界恐慌から日本経済を世界最速で脱出させた高橋是清らが犠牲となった。事件後、統制派（革新派も参照）が軍部の実権を握った。
- 3月12日 ソ蒙相互援助議定書締結
- 5月 南満州に朝鮮祖国光復会(抗日民族統一戦線)結成。
- 5月18日 軍部大臣現役武官制、復活。
- 6月3日-11月15日 満洲里会議
- 6月19日 乾岔子島事件（日ソ間紛争）
- 8月1日から8月16日 ベルリン五輪、「前畑頑張れ」
- 8月24日 成都事件
- 9月3日 北海事件
- 9月19日 漢口邦人巡査射殺事件
- 9月23日 上海日本人水兵狙撃事件
- 9月-11月 内蒙古・綏遠事件（内蒙古独立戦争）
- 11月25日 前年の第七回コミンテルン大会を受け、日独防共協定調印。
- 12月12日 西安事件。

### 1937年（昭和12年）
- 1937年 コミンテルン指令[2]。
- 2月15日から同月21日まで 中国国民党第五期第三次中央執行委員全体会議
- 2月21日 日本無産党結成。
- 3月30日 文部省・教学局が国体の本義発行。
- 4月～8月 ヘレン・ケラー初来日
- 4月5日 防空法公布、空襲警報の基本規定。
- 5月6日 ヒンデンブルク号爆発事故
- 6月4日 皇別摂家出身の近衛文麿、内閣総理他大臣に就任。第1次近衛内閣、成立。昭和研究会も参照。
- 7月7日 盧溝橋事件発生、この事件が日中戦争（支那事変）の開始とされる。
- 7月13日 大紅門事件。
- 7月下旬 宮崎工作
- 7月25日 郎坊事件。
- 7月26日 広安門事件。
- 7月29日 通州事件。朝鮮人を含む日本人居留民多数が暴徒に惨殺され、対中感情が極度に悪化。
- 8月9日 
  - 船津辰一郎、高宗武と会談（船津和平工作）。工作は失敗。
  - 大山事件
- 8月13日 第二次上海事変、日中戦争が本格化（臨時軍事費特別会計）。招集の増加（病院船、病客車、傷痍軍人も参照）。召集令状を受けた出征者に千人針を贈る風習は1945年8月の敗戦まで続いた。また、国防献金も終戦まで盛んに行われた。
- 8月21日 中ソ不可侵条約締結。その後、在華ソビエト軍事顧問団が派遣され、国民革命軍の対日作戦に影響を与えた。
- 9月 国民精神総動員。その後、次第に日本における検閲の強化や報道が加熱（大陸の花嫁・暴支膺懲）、同調圧力も強まる（非国民およびレッテル貼りも参照）。露営の歌など、軍歌もさかんに流れるようになった。
- 9月4日 内蒙古（察哈爾省南部）に察南自治政府成立。チャハル作戦も参照。
- 9月23日 第二次国共合作
- 10月5日 ルーズベルト大統領の隔離演説。
- 10月15日 内蒙古（山西省北部）に晋北自治政府成立。
- 10月28日 内蒙古（綏遠省）に蒙古聯盟自治政府成立。
- 11月22日 蒙疆聯合委員会設立。
- 11月
  - 日独伊防共協定。
  - 日本、大本営発表開始（〜1945年8月）。
  - 九カ国条約会議が開催されたが、日本は不参加。
- 12月 南京戦。
- 12月5日 上海市大道政府成立。
- 12月13日 日本軍、中華民国の首都・南京占領。蒋介石政権、降伏せず武漢市に遷都。
- 12月14日 華北に日本の支援による北京中華民国臨時政府成立。
- 12月15日 日本、人民戦線事件発生（〜1938年2月1日）。第七回コミンテルン大会の影響。1937年以降、革新官僚の主導で戦時統制経済開始、戦時体制に移行。

### 1938年（昭和13年）
- 1月3日 岡田嘉子、杉本良吉と50度線からソ連領に越境。これを受け、翌年に国境取締法施行。
- 1月11日 第一回御前会議、支那事変処理根本方針。厚生省設置。
- 1月16日 第一次近衛声明、トラウトマン工作の打ち切り。背景にソ連のスパイ・尾崎秀実らの積極工作（アクティブ・メジャーズ）。
- 1月 満蒙開拓青少年義勇軍の募集開始。
- 2月1日 冀東政府が中華民国臨時政府に合流。
- 2月26日 朝鮮で陸軍特別志願兵令公布。
- 2月23日 ソ連空軍志願隊などによる日本領土（松山飛行場）への攻撃。
- 3月 樋口季一郎のユダヤ人救済策 。
- 3月28日 華中に中華民国維新政府成立。
- 4月1日 国家総動員法公布、配給制。国民健康保険法。
- 4月2日 陸上交通事業調整法公布。
- 4月10日 灯火管制開始
- 5月 宇垣工作
- 5月19日 日本軍、徐州占領。
- 6月10日 砕氷船・地領丸（後の宗谷）竣工
- 7月 汪兆銘工作。尾崎秀実の謀略工作[3]も参照（アクティブ・メジャーズ）。また、1940年東京オリンピックの中止が決定。
- 7月29日 張鼓峰事件（日ソ間紛争）。
- 9月30日 国際連盟加盟国、対日経済制裁（ABCD包囲網）を開始。
- 10月21日 日本軍、広東占領。
- 11月3日 近衛内閣、東亜新秩序声明。
- 同年、蒋介石政権が重慶市に遷都。

### 1939年（昭和14年）
- 1月 姜豪工作
- 1月 天津事件の勃発。
- 2月10日 日本軍、海南島占領。
- 4月1日 日本発送電設立。配電統制令も参照。
- 4月6日 日本、船員保険法
- 5月11日 ノモンハン事件（日ソ間紛争）。
- 5月26日-5月27日 東安鎮事件（日ソ間紛争）
- 7月 有田・クレーギー協定の締結（日英間協定）。
- 7月8日 日本、国民徴用令公布。銃後の守りも参照。
- 7月26日 アメリカ、日米通商航海条約廃棄。背景にアメリカ共産党による反日工作（アクティブ・メジャーズ）。
- 9月 米国共産党調書発行[4][5][6]。
- 9月1日 察南・晋北・蒙古聯盟の3自治政府を統合し蒙古聯合自治政府成立。
- 9月30日 日本、産めよ殖やせよ。
- 11月18日 日本、太平洋問題調査会から事実上の脱退。
- 11月 日本、企画院事件（〜1941年4月）。
- 12月 桐工作。ステュアート工作も参照。
- 12月14日 国際連盟、フィンランドを侵略したソ連を除名。冬戦争とモロトフ=リッベントロップ協定も参照。

### 1940年（昭和15年）
- 創氏改名
- 1月26日 日米通商航海条約失効。
- 2月1日 陸運統制令公布
- 3月30日 中華民国維新政府と中華民国臨時政府を統合し、南京で汪兆銘を首班とする汪兆銘政権成立。
- 4月1日 日本、戦費の安定確保を目的に源泉徴収開始。
- 6月の文部省による修学旅行制限の通牒。
- 7月22日 第2次近衛内閣成立。
- 7月から8月29日にかけ ナチスの迫害から逃れるユダヤ人に対し、杉原千畝が「命のビザ」発給。
- 8月1日「ぜいたくは敵だ」。節約資金は、貯金や国債購入に充てられた。
- 9月以降 銭永銘・周作民工作
- 9月 米国、選抜訓練徴兵法
- 9月4日 アメリカ第一主義委員会
- 9月11日 日本、部落会町内会等整備要領。
- 9月13日 第二次日蘭会商。日本側は小林一三商工大臣を団長にし、オランダ領東インド（蘭印）と交渉を開始。
- 9月27日 日独伊三国軍事同盟。
- 9月28日 日本軍、北部仏印進駐を実施し援蔣ルートを遮断。
- 10月 大政翼賛会発足。
- 10月22日 第二次日蘭会商、日本側は団長の小林一三商工大臣を召還。小林団長の帰国後も日蘭会商は事務レベルの交渉を継続。[7]
- 11月1日 日本、国民服制定。
- 11月11日 紀元二千六百年記念式典。
- 11月下旬 第二次日蘭会商、オランダ領東インド（蘭印）が日本へ石油200万トンを供給することに合意し調印する。[7]
- 11月23日 大日本産業報国会
- 11月30日
  - 日華基本条約締結と不平等条約の廃止。
  - 日満華共同宣言
- 12月7日 日本、経済新体制確立要綱

### 1941年（昭和16年）
- 1月4日 皖南事変
- 1月7日 日本全軍に、戦陣訓示達。これはバンザイ突撃や玉砕の原因となり、さらに兵士に対し捕虜となった際の対処法の教育を怠ったことから情報漏洩も招いた。
- 1月15日 第二次日蘭会商、団長を芳澤謙吉元外務大臣に変えて再交渉を開始。
- 3月1日 国民学校令公布、翌月1日小学校を国民学校に改組。
- 3月11日
  - アメリカ、レンドリース法成立。
  - 日本、労働者年金保険法公布、1942年6月に施行。
- 4月 日米交渉開始。
- 4月25日 日ソ中立条約調印。ソ連による対中支援の停止。
- 6月6日 大本営政府連絡会議、対南方施策要綱。
- 6月11日 大本営政府連絡懇談会で日蘭会商の芳澤謙吉団長の引き上げの方針が提出される。使節団はオランダ領東インド（蘭印）と最後の交渉を行い、オランダ領東インド（蘭印）側は日本へ輸出可能であると回答した重要資源の対日輸出を行うことを約束した。[7]
- 6月17日 日蘭会商の芳澤謙吉団長はオランダ領東インド（蘭印）へ交渉の打ち切りを通告。[7]
- 6月22日 独ソ戦勃発
- 7月 文部省教学局より臣民の道が刊行された。
- 7月7日 関東軍特種演習の大動員令
- 7月11日 戦時情報局 （オシントも参照）
- 7月24日 米国のラジオが「日本の輸送船12隻が海南島を出航して南下しつつある」と報じた。[7]
- 7月26日
  - イギリス、日英通商航海条約破棄。
  - アメリカ、在米の日本資産を凍結。背景にソ連による工作（アクティブ・メジャーズ）
- 7月27日 オランダ領東インド（蘭印）、在蘭印の日本資産を凍結して、日蘭会商で調印した石油協定を停止。[7]
- 7月28日 日本軍、南部仏印進駐開始（南進論も参照）。背景に尾崎秀実の誘導工作（アクティブ・メジャーズ）[8]。
- 8月1日 アメリカ、「全侵略国」への石油の輸出を全面禁止（対日石油禁輸措置）。背景にソ連による工作（アクティブ・メジャーズ）。ABCD包囲網の完成。
- 8月14日 大西洋憲章。
- 8月30日 配電統制令と、不足する金属資源を補うため金属類回収令制定。
- 9月から1942年（昭和17年）10月まで 日本、新聞統制、「一県一紙」主義の統合
- 9月6日 第六回御前会議、帝国国策遂行要領。
- 9月27日 日本、ゾルゲ事件発生（〜1942年4月）。
- 10月18日 東條英機内閣成立。統制派（革新派）も参照。
- 11月22日 国民勤労報国協力令公布。
- 11月26日 アメリカ、ハル・ノートを提示[9]。
- 12月1日
  - 第八回御前会議、対英米蘭開戦を決定。
  - ラヂオプレス創設（オシントも参照）

## 戦中の年表

### 1941年（昭和16年）
- 12月8日

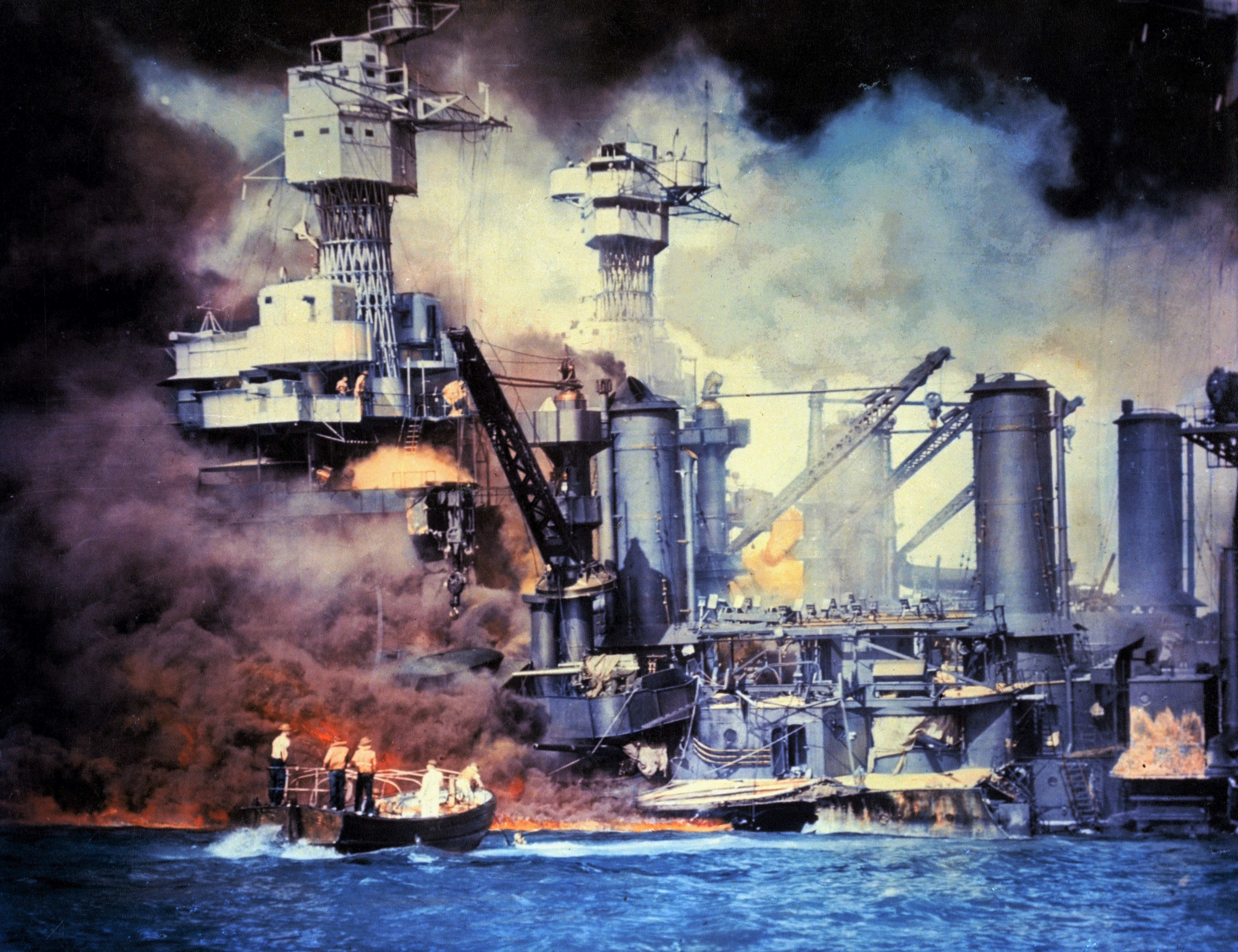
日本軍の真珠湾攻撃により炎上する戦艦ウェストバージニア

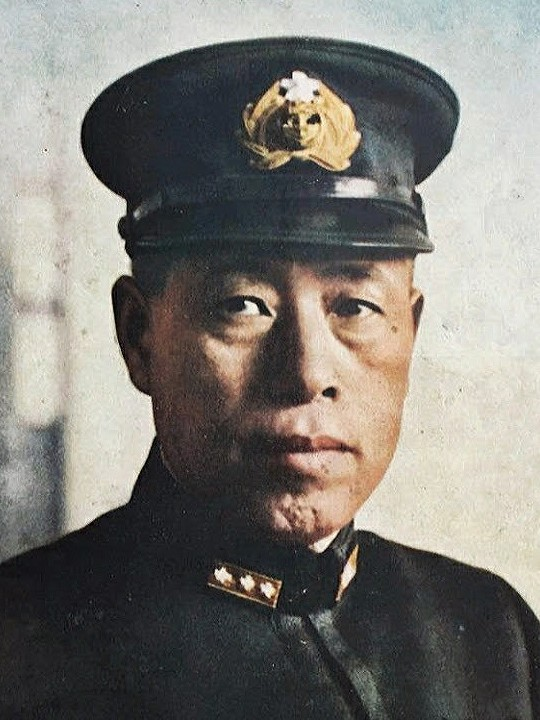
連合艦隊司令長官山本五十六海軍大将

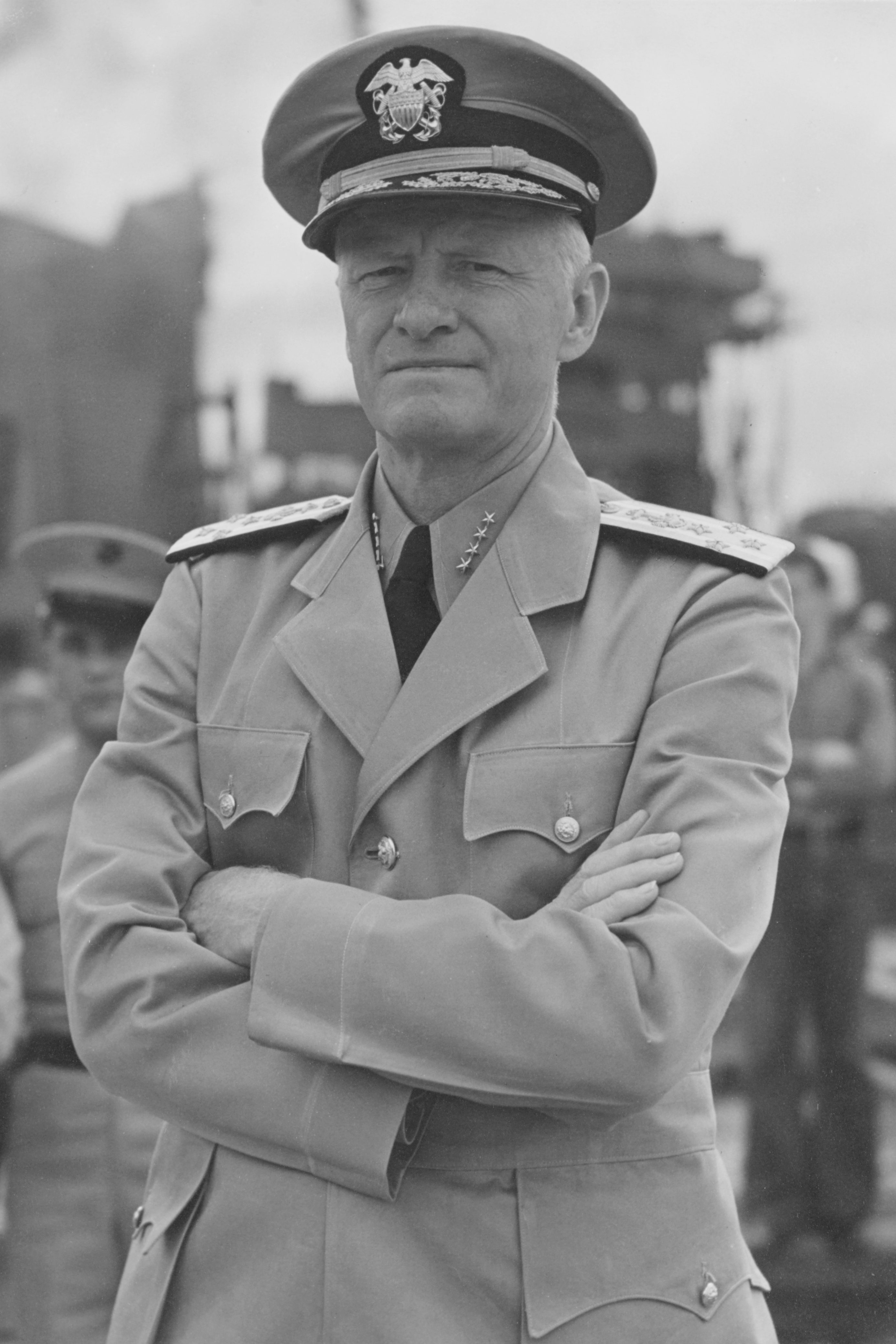
アメリカ太平洋艦隊司令長官チェスター・ニミッツ海軍大将

  - マレー作戦の開始。日本軍、英領マレー半島のコタバル、タイ南部のパタニとシンゴラ（ソンクラ）に上陸。1942年5月18日、終了。
  - ワード号事件。
  - ハワイ空襲作戦。いわゆる、真珠湾攻撃。
  - 香港の戦い。日本軍、広東省から英領香港攻撃開始。1941年12月25日、終了。
  - ウェーク島の戦い。ウェーク島の攻略作戦を開始。1941年12月23日、終了。
  - 太平洋戦争（大東亜戦争）開戦。開戦の詔書（米國及英國ニ對スル宣戰ノ詔書）が発せられ、日本の対米英宣戦布告。
  - アメリカ合衆国の対日宣戦布告、イギリスの対日宣戦布告
  - ミッドウェー島砲撃。真珠湾攻撃に呼応して駆逐艦により実施したミッドウェー島に対する砲撃。
  - フィリピンの戦いの開始。米領フィリピン上空での航空戦。1942年6月9日、終了。
  - アメリカ、対日無制限潜水艦作戦を宣言。[要出典]
  - 中華民国国民政府、日独伊に宣戦布告。
- 12月10日
  - グアムの戦い。グアム島、タラワ、マキン島占領。1941年12月10日、終了。
  - マレー沖海戦。
  - フィリピンの戦い (1941-1942年)。 日本軍、ルソン島北部（アパリ、ビガン）上陸。
  - オランダ、日本に宣戦布告。[要出典]
- 12月11日
  - 日本軍、ウェーク島攻略失敗（ウェーク島の戦い）。
  - ドイツとイタリアが対米宣戦布告
- 12月12日 日本軍、香港九龍市を制圧、英軍は香港島へ逃走。
- 12月15日 日本軍、ペナン島占領。
- 12月16日
  - 日本軍、マレー半島アロースター占領。
  - 日本軍、北ボルネオ（コタキナバル）に上陸。
  - 戦艦大和竣工。関連する大艦巨砲主義の項目も参照。
- 12月20日 日本軍、フィリピンミンダナオ島ダバオに上陸。
- 12月21日 日本政府、タイと攻守同盟を締結（日泰同盟）。
- 12月23日 日本軍、ウェーク島占領。
- 12月25日 日本軍、香港島を制圧、香港のイギリス軍降伏。

### 1942年（昭和17年）
- 1月1日 連合国共同宣言。

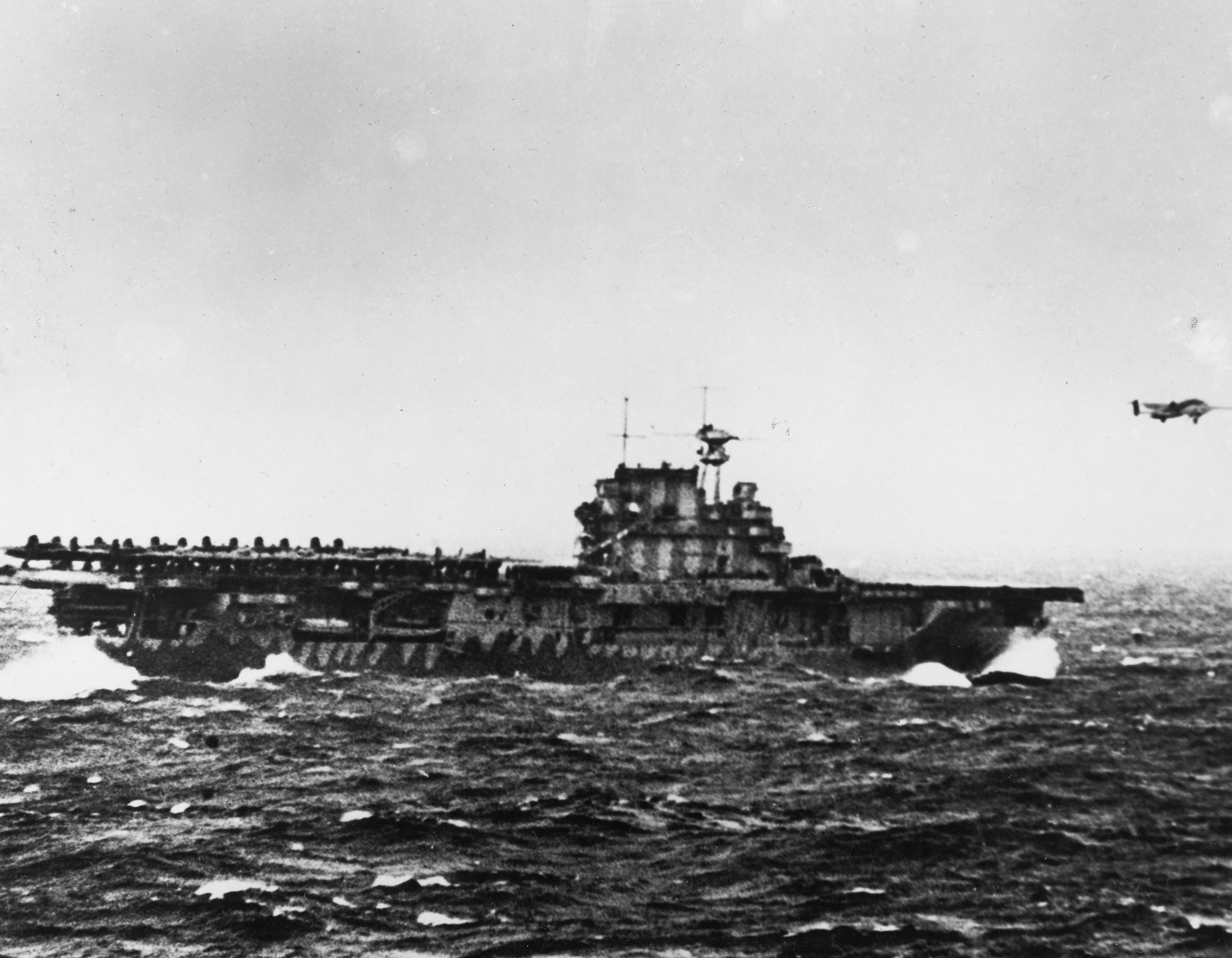
空母ホーネットからのドーリットル隊の発艦

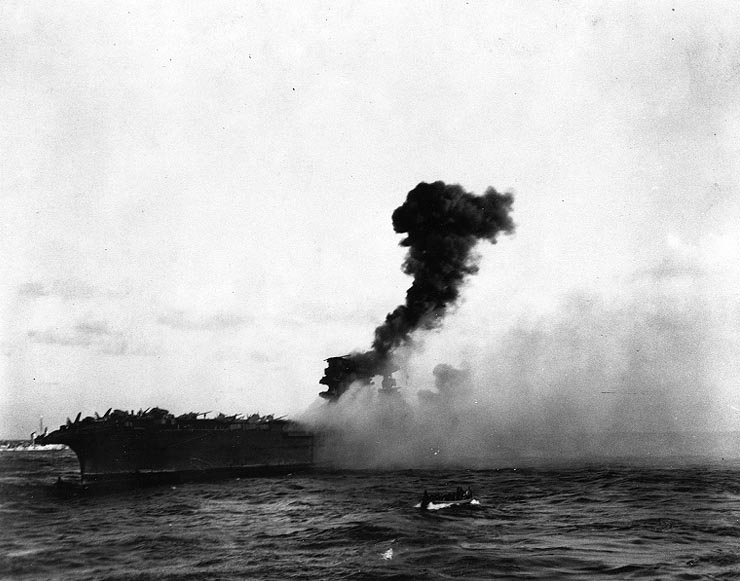
珊瑚海海戦で日本軍の攻撃を受け炎上する米空母レキシントン

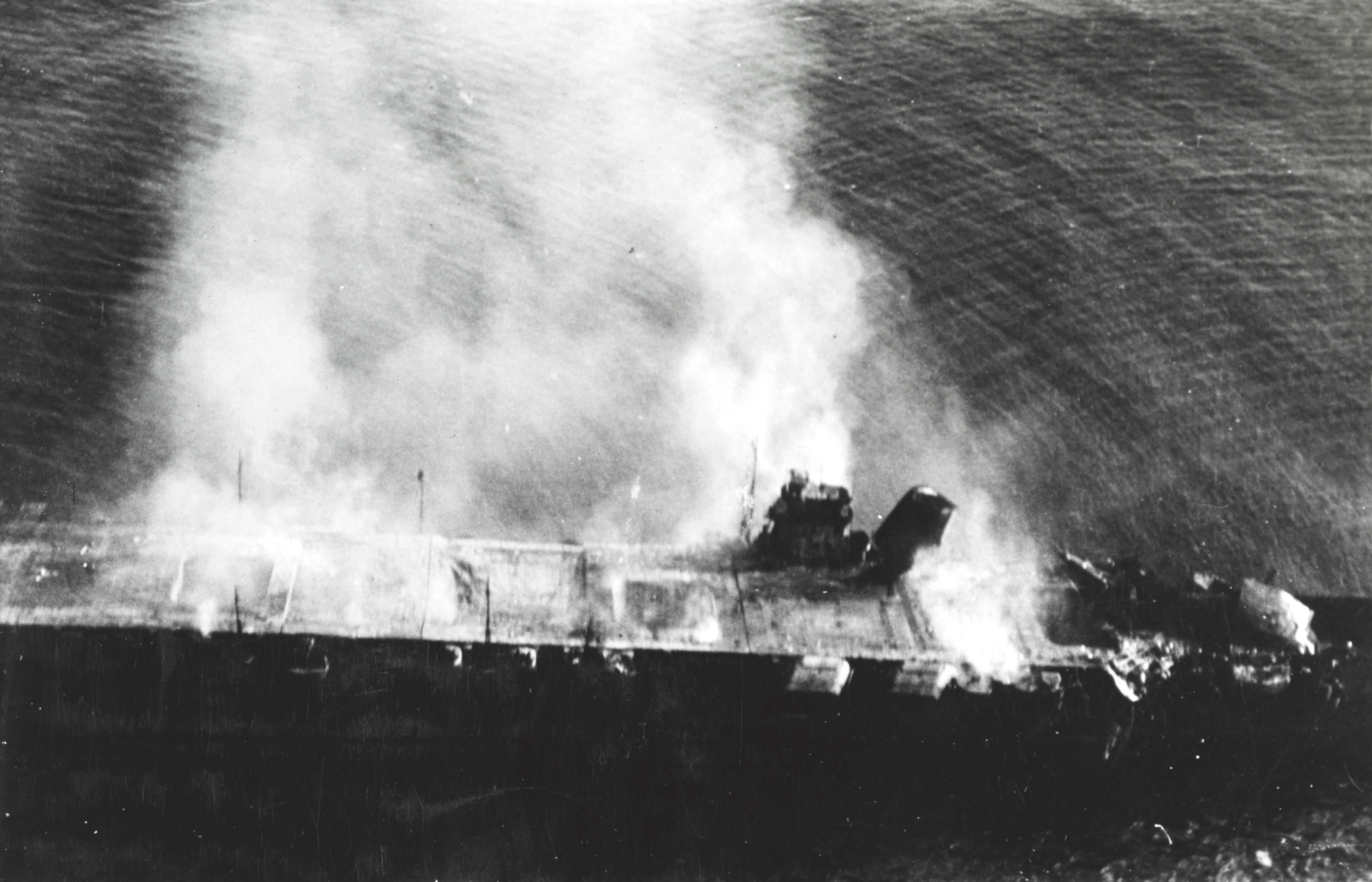
ミッドウェー海戦で米軍の攻撃を受け炎上する空母飛龍

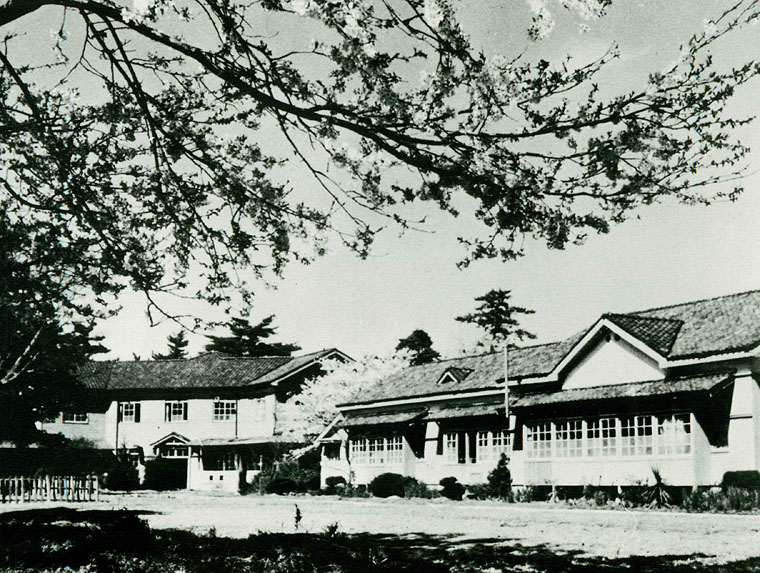
西欧を起源とするこれまでの最高学府とは違うコンセプトで設立された国策「興亜工業大學（現在の千葉工業大学）」

- 1月2日 日本軍、ルソン島マニラを無血占領。
- 1月8日 連合軍、タイ攻撃開始。
- 1月11日
  - 日本軍、マレー半島クアラルンプール占領。
  - 日本、オランダに宣戦布告。
- 1月15日 日本軍、英領ビルマ（現ミャンマー）攻撃部隊がタイに集結。
- 1月23日 日本軍、ニューブリテン島ラバウル占領。
- 1月24日 バリクパパン沖海戦。
- 1月25日 タイ、英米に宣戦布告。日本軍、バリクパパン占領。
- 1月27日 エンドウ沖海戦。
- 1月31日 日本軍、タイからビルマ侵攻開始。マレー半島ジョホールバル占領。
- 2月 アメリカ人スティルウィルが中国国民党軍参謀となる。
- 2月1日 日本軍、シンガポールの石油施設を砲撃。米機動部隊、マーシャル諸島来襲。
- 2月2日
  - 日本、国防婦人会、愛国婦人会、大日本連合婦人会を統合、大日本婦人会成立。
  - 同年、婦人標準服および妊産婦手帳制度も制定。
- 2月4日 ジャワ沖海戦。
- 2月7日 日本軍、シンガポール北東のウビン島に牽制上陸。
- 2月8日 日本軍、シンガポール北西海岸より上陸（シンガポールの戦い）。
- 2月14日 日本軍、蘭領東インド（現インドネシア）スマトラ島パレンバンを落下傘部隊で占領。
- 2月15日 シンガポールの英豪軍が降伏。
- 2月19日 日本軍、オーストラリアのポートダーウィン空襲。
- 2月20日 バリ島沖海戦。ニューギニア沖海戦。
- 2月21日 日本、食糧管理法
- 2月24日 
  - 連合国による対日プロパガンダ放送開始（心理戦、情報戦および日本語放送参照）。
  - 米機動部隊、ウェーク島来襲。日本軍伊17潜、カリフォルニア州サンタバーバラを砲撃。
- 2月下旬　日系人の強制収容。日本での敵国人の抑留も併せて参照。
- 2月26-28日 スラバヤ沖海戦。
- 3月
  - フィリピン統一抗日人民軍（フク団）結成。
  - 米、中国に5億ドル借款成立。
- 3月1日 バタビヤ沖海戦。日本軍、蘭領東インドジャワ島スランに上陸。
- 3月4日 米機動部隊、南鳥島来襲。
- 3月5日 日本軍、ジャワ島バタビア（現ジャカルタ）を占領。
- 3月7日 東インドのオランダ軍降伏。
- 3月8日 日本軍、英委任統治領ニューギニア島ラエとサラモアに上陸、占領（東部ニューギニアの戦い）。ビルマ（現ミャンマー）ラングーン（現ヤンゴン）占領。
- 3月13日 アメリカ軍フィリピン司令官マッカーサー、フィリピンから逃亡。
- 4月1日 台湾で陸軍特別志願兵制度（中国語版）を実施。
- 4月5-9日 日本軍、セイロン（現スリランカ）コロンボの英軍基地を空襲。セイロン沖海戦。
- 4月18日 米空母から発進したB-25爆撃機によるドーリットル空襲（東京初空襲）。
- 5月 残留外交官と残留民間人の交換に関する協定（交換船の運行が決まった。）
- 5月1日 日本軍、ビルマ中部マンダレー占領。
- 5月3日 日本軍、ソロモン諸島ツラギ島占領（MO作戦始まる）。
- 5月4日 日本軍、英領ビルマのアキャプ占領、ビルマ制圧完了。南方作戦完遂。
- 5月7-8日 米領フィリピン・コレヒドール島の米軍降伏。珊瑚海海戦（日本軍、ポートモレスビー攻略作戦を放棄）。
- 5月10日 日本軍、ミンダナオ島を占領。
- 5月26日 日本文学報国会設立。
- 5月29日 日本軍の特殊潜航艇、マダガスカル島のディエゴ・スアレスのイギリス軍基地を攻撃（マダガスカルの戦い）。
- 5月31日 日本軍の特殊潜航艇、オーストラリアのシドニーのイギリス軍艦艇を攻撃（特殊潜航艇によるシドニー港攻撃）。
- 6月5-7日 ミッドウェー海戦。米軍に暗号解読（シギントも参照）されており、日本軍は赤城、加賀、蒼龍、飛龍の4空母と艦載機390機を失う大敗。戦況の転換点。
- 6月7日 日本軍、米アリューシャン列島キスカ島に上陸、占領（AL作戦）。
- 6月8日
  - 日本軍、アリューシャン列島アッツ島に上陸、占領（AL作戦）。
  - 日本国政府によって、明治以来の東京帝国大学を頂点として成り立ってきた西欧起源の最高学府ではなく、東洋文化を根源とする初の国策の最高学府・「興亜工業大學（後の千葉工業大学）」が設立され、第1回入学式が挙行される。
- 6月16日 日本軍、ニューギニア島ポートモレスビーの連合軍基地を空襲。
- 6月20日 伊26潜、バンクーバーのカナダ軍基地を砲撃。
- 6月21日 伊25潜、オレゴン州アストリアの米軍基地を砲撃。
- 7月 日本軍、フィリピン全土占領。
- 8月
  - イギリス領インドで反英暴動。
  - マンハッタン計画開始。ソ連による原子爆弾開発計画および日本の原子爆弾開発も参照。
- 8月7日 米軍、ソロモン諸島のガダルカナル島、ツラギ島、ガブツ島、タナンボゴ島に上陸（ガダルカナル島の戦い、連合軍の本格的反攻始まる）。
- 8月8日 第一次ソロモン海戦
- 8月17日 アメリカ軍、マキン奇襲上陸
- 8月24日 第二次ソロモン海戦
- 9月9日 伊25潜より発進した艦載機がアメリカ本土のオレゴン州を空襲。
- 9月15日 伊19潜、米空母ワスプ撃沈。
- 9月29日 伊25潜より発進した艦載機、アメリカ本土のオレゴン州を再度空襲
- 10月
  - 英米、中国における治外法権撤廃を声明、不平等条約を廃止。
  - 重慶で英米中ソ対日作戦会議。
- 10月11日 サボ島沖海戦
- 10月13日 戦艦金剛と同榛名によるヘンダーソン基地艦砲射撃が行われる
- 10月26日 南太平洋海戦。米軍の稼動空母が0隻になる。しかし、日本軍も真珠湾攻撃以来の熟練搭乗員を多数失う。
- 11月1日 大東亜省設置と拓務省廃止。
- 11月12日 第三次ソロモン海戦始まる。
- 11月13日 戦艦比叡沈没。
- 11月15日
  - 国民決意の標語（「欲しがりません勝つまでは」など）。
  - 戦艦霧島撃沈される。
- 11月30日 ルンガ沖夜戦
- 12月8日 ニューギニア島バサプアの日本軍全滅。
- 12月23日 大日本言論報国会設立。

### 1943年（昭和18年）
- 日本、修学旅行の実質的禁止となる。
- 1月29日 レンネル島沖海戦
- 1月 中等学校令公布。
- 1月-3月 カサブランカで英米首脳会談。

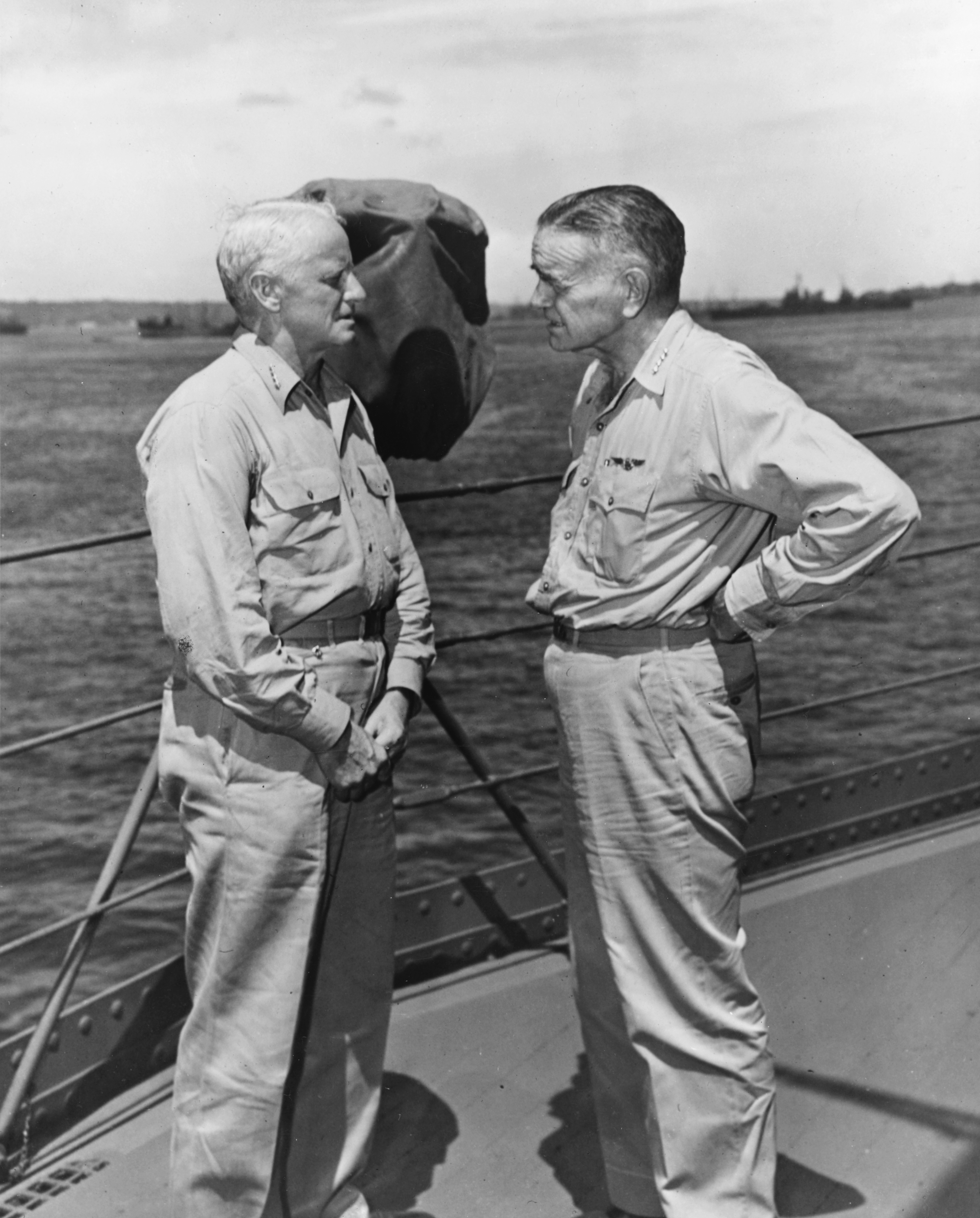
ニミッツとハルゼー（1943年）

- 2月1日 ヴェノナ・プロジェクト開始[10][11][12][13][14]（シギントも参照）。
- 2月1-7日 日本軍、ガダルカナル島撤退。
- 2月10日-3月下旬 日本軍、第一次アキャブ作戦開始（三一号作戦）。
- 3月 東京ローズ（プロパガンダ、心理戦、情報戦）
- 3月2日 ビスマルク海海戦
- 3月26日 アッツ島沖海戦
- 4月1日 樺太施行法律特例（大正9年5月3日勅令第124号）廃止。いわゆる南樺太の内地編入（共通法も参照）。
- 4月7-16日 い号作戦
- 4月18日 暗号解読（シギントも参照）した米軍の待ち伏せ攻撃により、山本五十六連合艦隊司令長官、ブーゲンビル島上空で戦死（海軍甲事件）。
- 5月 日本、学徒戦時動員体制の発表（学徒出陣）。
- 5月12日 米軍、アッツ島上陸（アッツ島の戦い）、同29日、日本軍全滅（アッツ島玉砕）し「玉砕」の語の使用始まる。
- 6月8日 長門型戦艦2番艦の陸奥が第三砲塔爆発により柱島泊地にて沈没。
- 7月6日 クラ湾夜戦
- 7月12日 コロンバンガラ島沖海戦
- 7月29日 日本軍キスカ島から撤退（キスカ島撤退作戦）。
- 8月1日 日本軍、バー・モウを首班としてビルマ独立を宣言。ビルマ国成立。朝鮮と台湾で海軍特別志願兵制度（中国語版）を実施。
- 8月17-24日 カナダ・ケベックで英米首脳会談。
- 8月6日 ベラ湾夜戦
- 9月8日 イタリア、連合国に降伏（詳細はイタリアの降伏を参照）。
- 9月10日 鳥取地震が発生。鳥取市が壊滅し1083名（1100名以上とも）が死亡。情報統制の中、国内外から支援。
- 9月17日 連合軍、ラエを占領。
- 9月30日 御前会議で絶対国防圏構想を決定。
- 10月 教育ニ関スル戦時非常措置方策。日本軍、フィリピン独立を許可。
- 10月5日 崑崙丸被雷沈没、衆議院議員の助川啓四郎と加藤鯛一および三重県議会副議長の福島吉三郎が殉職。
- 10月6日 ベララベラ海戦
- 10月11日 ワフー撃沈。
- 10月14日 フィリピン第二共和国
- 10月21日 東京・明治神宮外苑にて出陣学徒壮行式開催（学徒出陣のはじまり）。
- 10月24日 スバス・チャンドラ・ボースがシンガポールで自由インド仮政府の成立を宣言。
- 10月26日 自由インド、英米に宣戦布告。
- 11月 東京で大東亜会議を開催、大東亜共同宣言を発表。
- 11月1日
  - ブーゲンビル島沖海戦
  - 逓信省と鉄道省を統合し運輸通信省発足。
  - 日本、軍需省
- 11月下旬 ギルバート諸島沖航空戦
- 11月21日 米軍、マキン島・タラワ島上陸（11月23日 日本軍玉砕）。
- 11月22-26日 エジプト・カイロで英米中首脳会談（カイロ会談）。
- 11月24日 セント・ジョージ岬沖海戦
- 11月25日 新竹空襲
- 11月28日-12月1日 イラン・テヘランで英米ソ首脳会談（テヘラン会談）。
- 12月1日 カイロ宣言。
- 12月5日 マーシャル諸島沖航空戦

### 1944年（昭和19年）

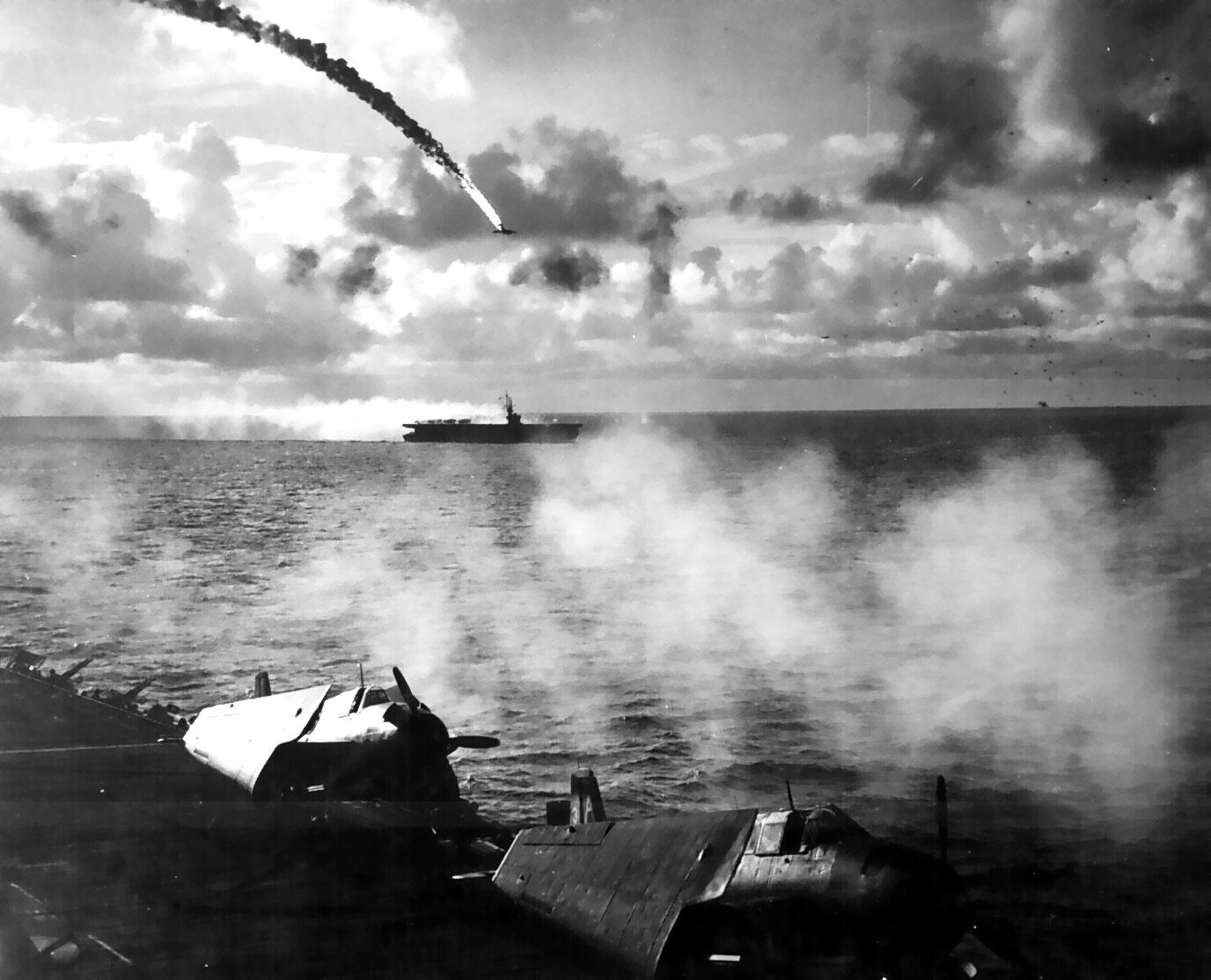
マリアナ沖海戦で撃墜される日本軍機

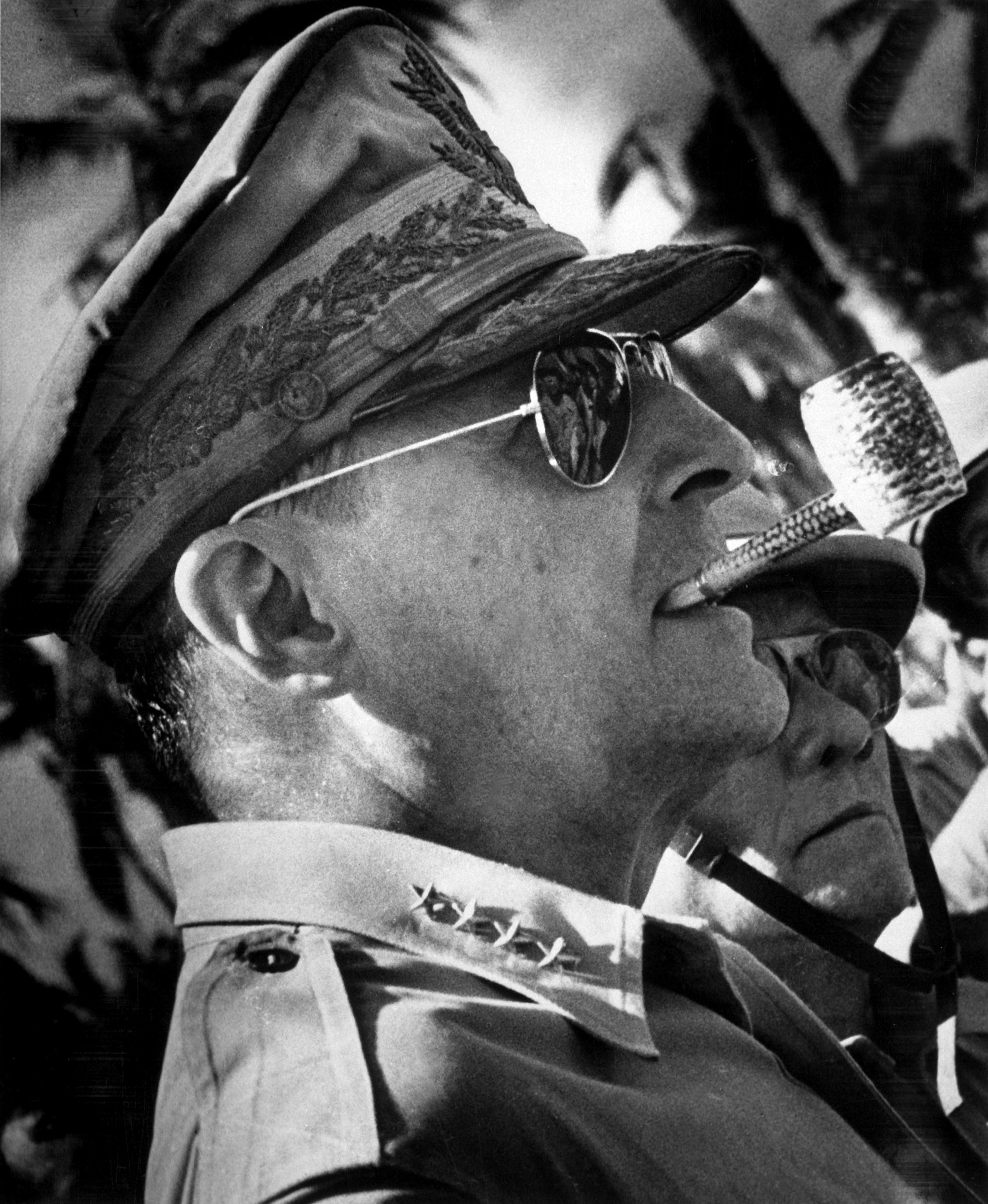
コーンパイプを咥えるマッカーサー（1944年レイテ島にて）

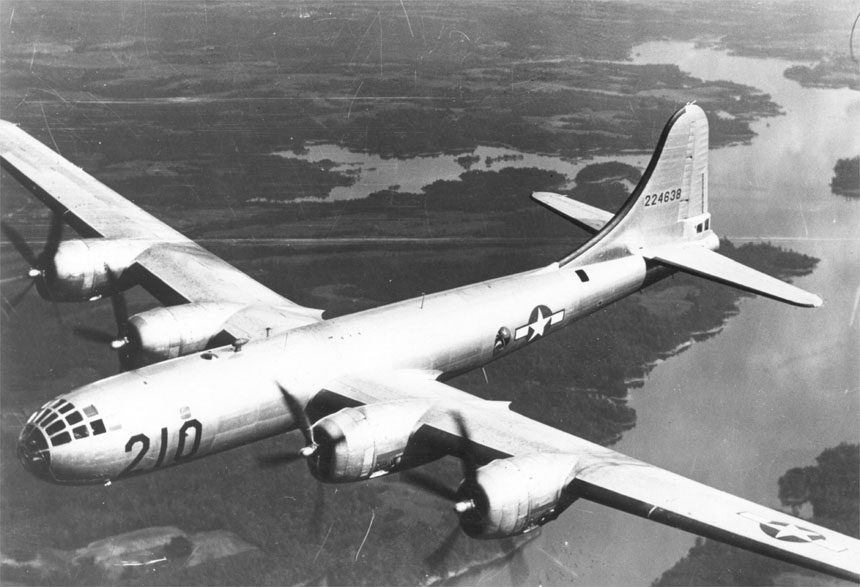
B-29爆撃機

- 1944年 労働者年金保険を厚生年金保険に改称。
- 1月 イラン、英ソと軍事同盟を結び対日断交。
- 2月3日 日本軍、第二次アキャブ作戦開始。
- 2月6日 クェゼリン島の日本軍玉砕。
- 2月17日 トラック島空襲
- 2月22日 エニウェトク環礁（ブラウン環礁）の日本軍玉砕。
- 2月25日 決戦非常措置要綱を閣議決定
- 2月26日 日本軍、第二次アキャブ作戦を中止。
- 3月8日 日本軍、インパール作戦開始。
- 3月14日には、決戦非常措置要綱に基づく旅客の輸送制限に関する件が閣議決定（旅行制限）
- 3月31日 古賀峯一連合艦隊司令長官が殉職（海軍乙事件）、敵国側に情報漏洩。
- 4月17日-12月10日 大陸打通作戦
- 5月25日 日本軍、洛陽占領。
- 6月15日 米軍、サイパン上陸（サイパンの戦い。7月7日日本軍玉砕、在住日本人1万人死亡）。
- 6月16日 八幡空襲。米軍、中国大陸から北九州への初空襲（伝単も参照）。
- 6月19日 マリアナ沖海戦。日本軍は旗艦大鳳以下空母3隻と搭載機400機を失い、西太平洋の制海権と制空権を喪失。絶対国防圏を破られ、その後の日本本土空襲や通商破壊の激化に繋がった。また、国民（銃後）も疎開を強いられるようになった。
- 7月4日 日本軍、インパール作戦を中止。
- 7月18日 東條英機内閣総辞職。
- 7月22日 小磯国昭内閣成立。
- 8月2日 テニアン島の日本軍玉砕。（テニアンの戦い）
- 8月11日 グアム島の日本軍玉砕。（グアムの戦い）
- 8月22日
  - 対馬丸事件
  - 女子挺身勤労令公布、女子挺身隊も参照。同日、学徒勤労令も公布。未婚女性と学徒の動員義務化。
- 8月から10月　ダンバートン・オークス会議
- 9月11日 米軍、ペリリュー島上陸。（ペリリューの戦い）
- 10月11日 ソ連、トゥヴァ人民共和国を併合しトゥヴァ自治州とする。
- 10月10日 米軍、沖縄、台湾を空襲（十・十空襲）。
- 10月12日 台湾沖航空戦
- 10月20日 米軍、フィリピン・レイテ島に上陸（レイテ島の戦い）。
- 10月23日 レイテ沖海戦始まる。
- 10月24日 戦艦武蔵沈没（シブヤン海）。
- 10月25日
  - 大村大空襲
  - 空母瑞鶴を旗艦とする日本機動部隊が全滅。神風特別攻撃隊、レイテ沖海戦で初出撃。
- 11月10日
  - 汪兆銘、名古屋で病死。
  - 日本軍、桂林、柳州占領。
- 11月12日 東トルキスタン共和国再興
- 11月21日 熊本空襲
- 11月24日 米軍の新型爆撃機B-29、マリアナ諸島より東京を初空襲。本土空襲では、事前にラジオによる空襲予告や伝単が撒かれることもあった。不発弾も参照。
- 11月29日 空母信濃撃沈。
- 12月7日 東南海地震が発生し、家屋倒壊と津波で1223名が死亡。情報統制によってほとんど報道されず。
- 12月10日 日本軍、大陸打通作戦を完了。
- 12月21日 給糧艦・間宮沈没。
- 12月26日 礼号作戦（ミンドロ島沖海戦）

### 1945年（昭和20年）
- 1月6日 京都空襲
- 1月6日-8月15日 ルソン島の戦い

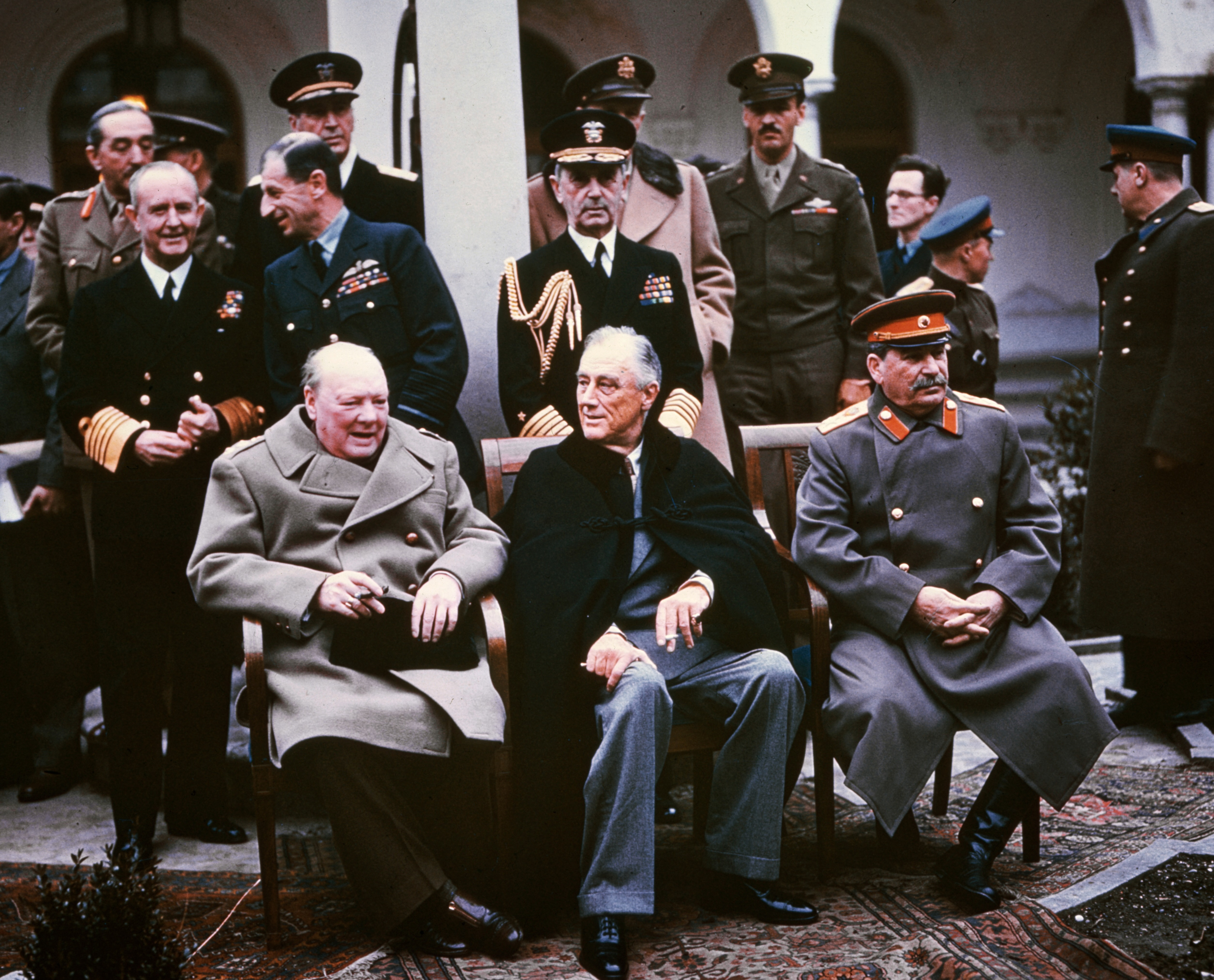
ヤルタ会談

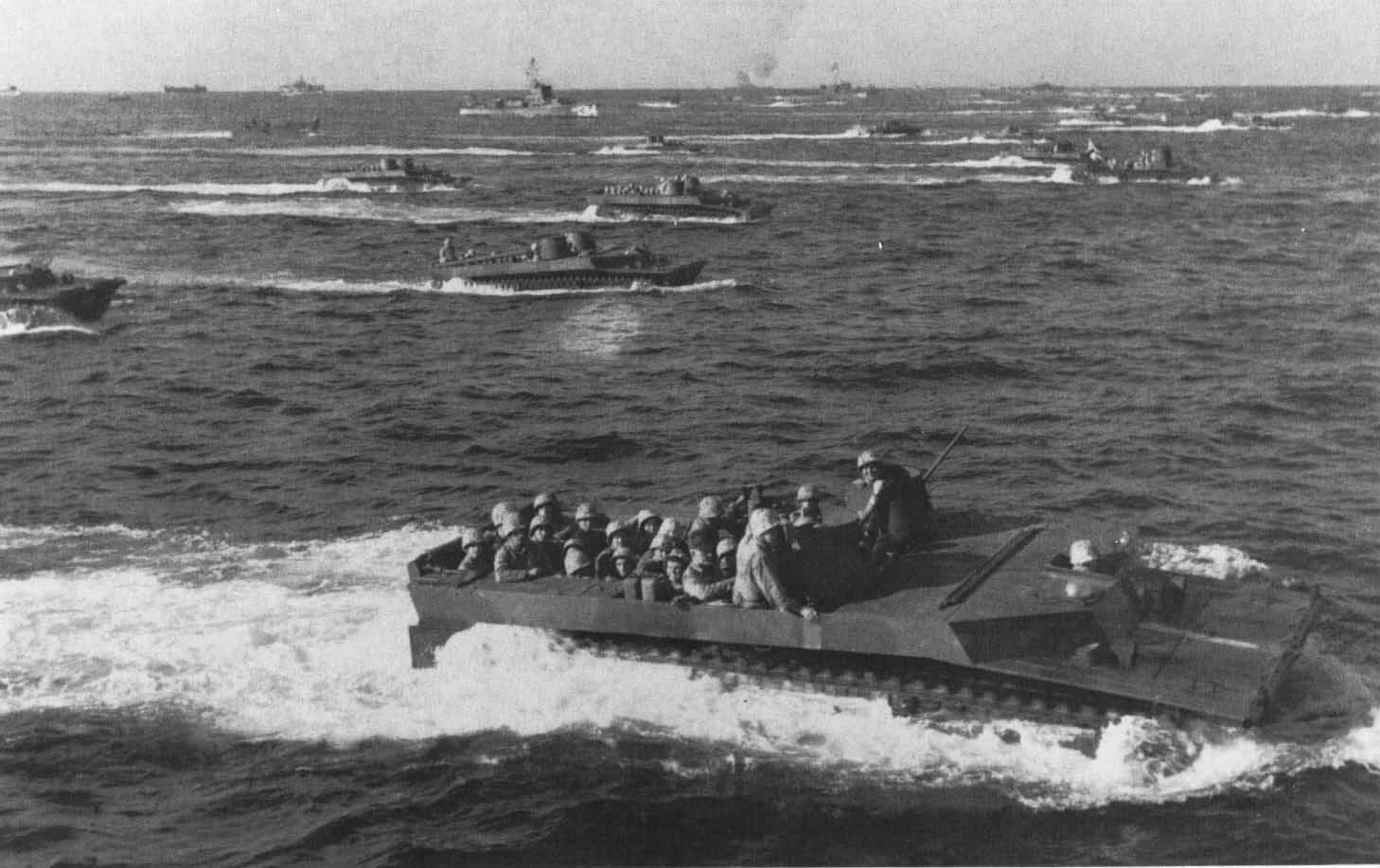
硫黄島の戦いに向かう米海兵隊

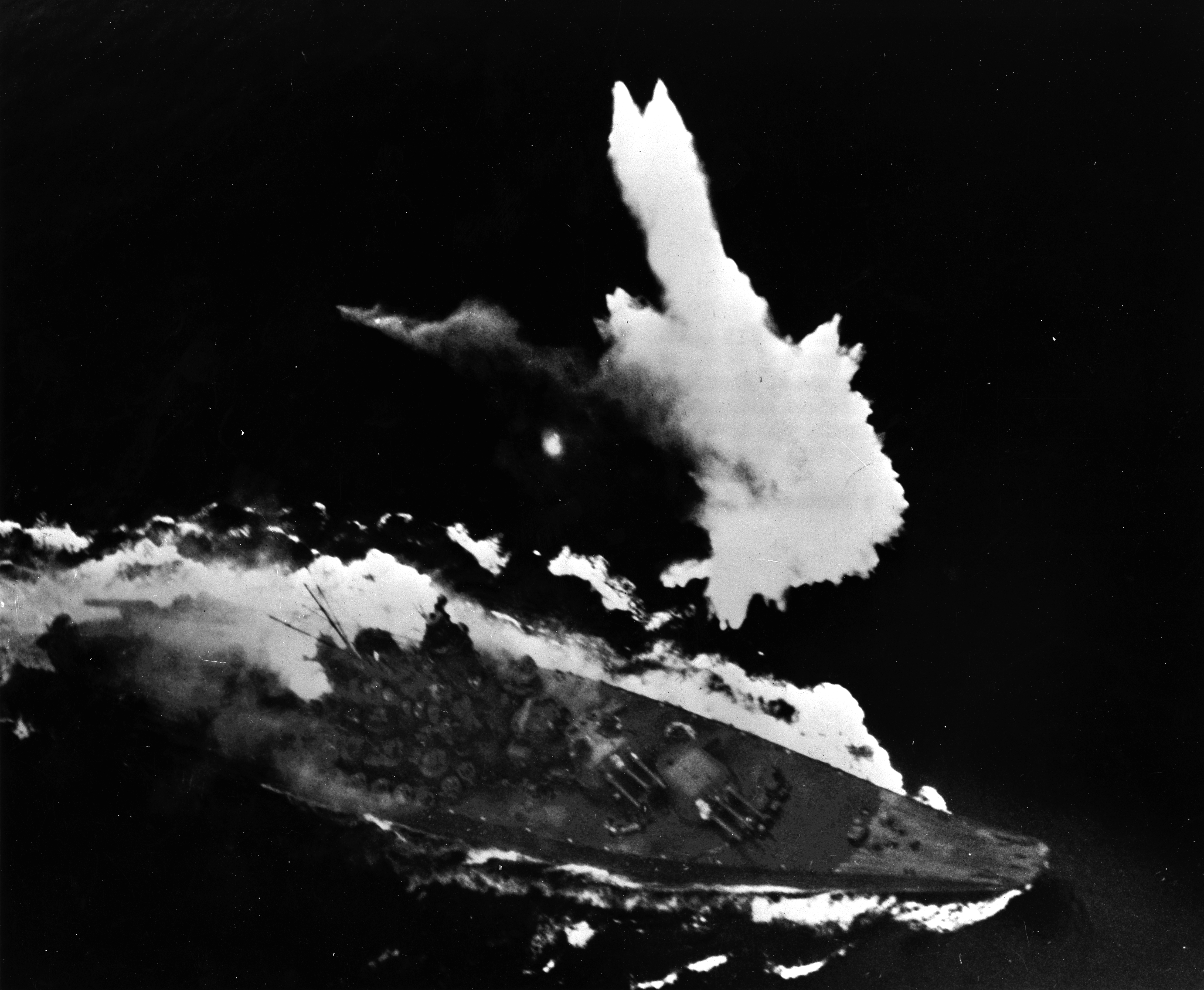
米海軍航空隊の空襲で炎上する大和（1945年4月7日）

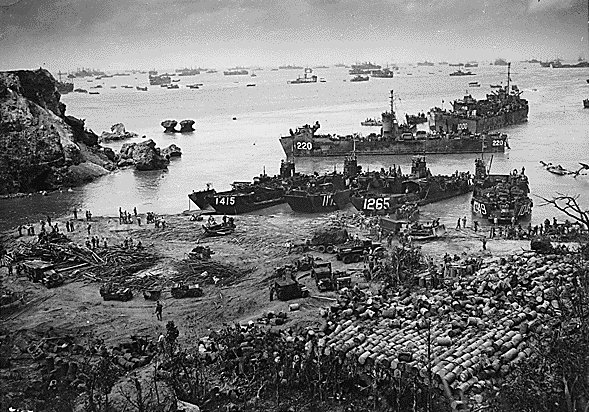
沖縄戦 沖縄に上陸する米軍 (4/13)

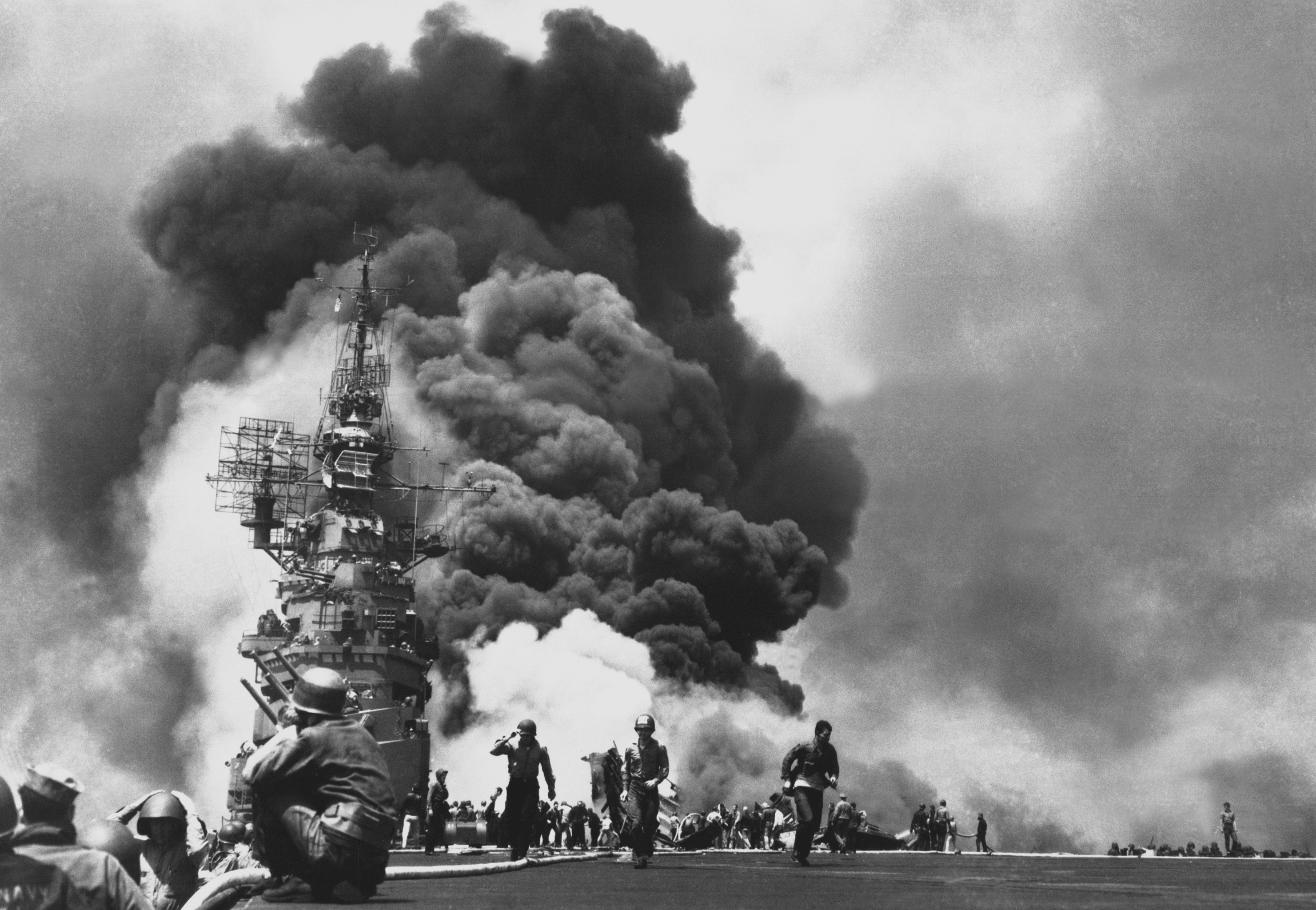
2機の特攻機に攻撃された米空母バンカーヒル（1945年5月11日）

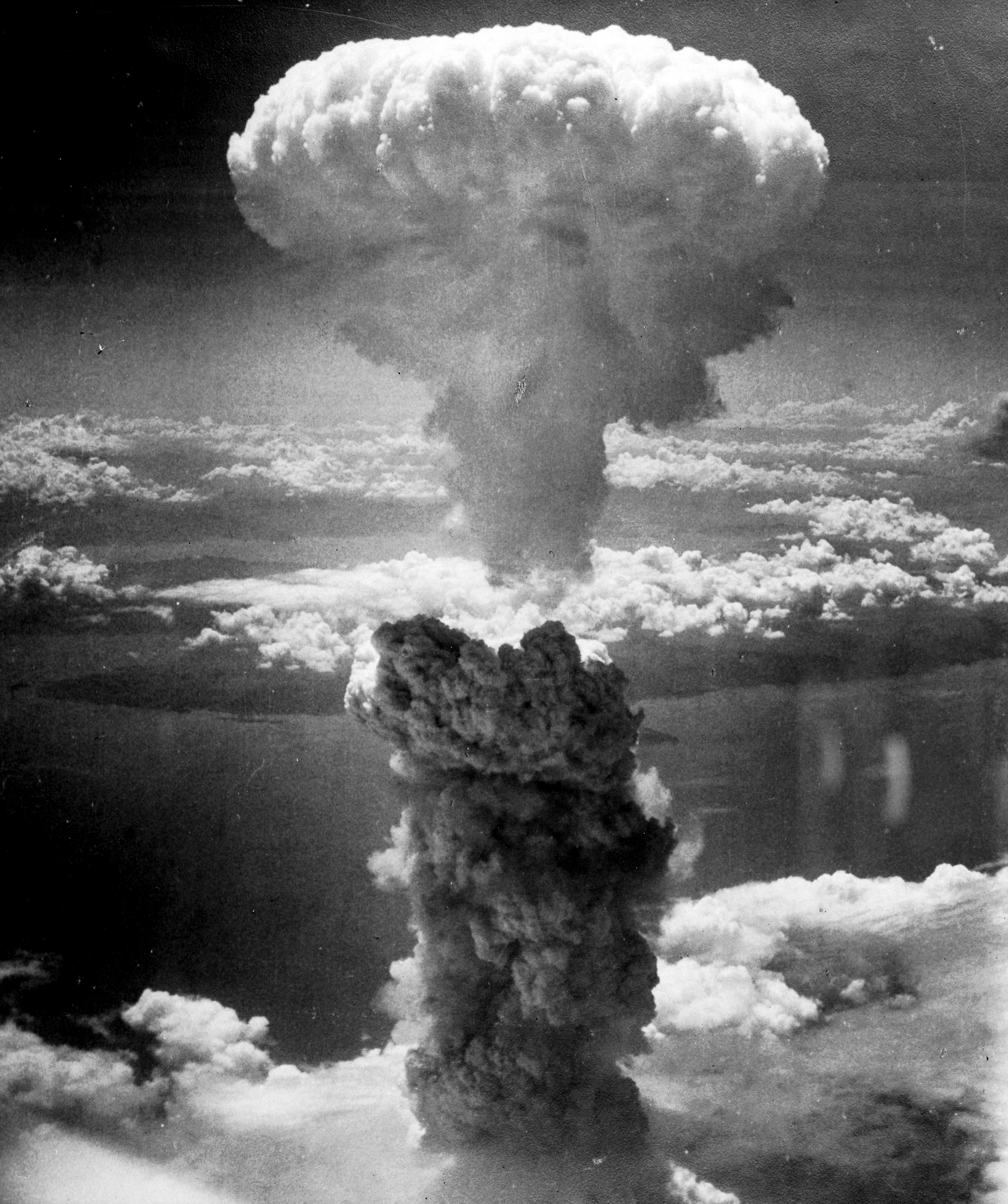
長崎市への原爆投下によるキノコ雲

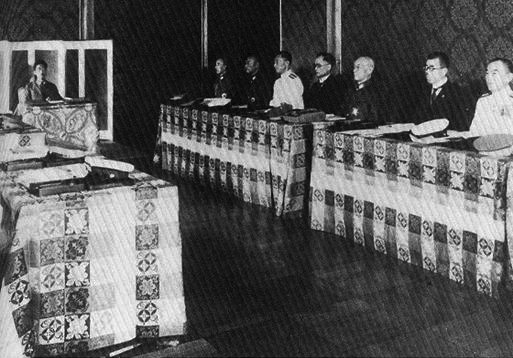
ポツダム宣言受諾（降伏）を決定した御前会議

- 1月13日 三河地震が発生し、家屋倒壊と津波で2306名が死亡。情報統制により、ほとんど報道されず。
- 1月14日 宇治山田空襲
- 1月24日 イギリス海軍、スマトラの製油施設を空襲（メリディアン作戦）。
- 2月 クリミア半島ヤルタで英米ソ首脳会談（ヤルタ会談、英米ソの「政府の首脳」間で密約）。アルジャー・ヒスが関与[15]ただし、米国など議会の承認なく、かつ協定の主体が国や政府ではないことに留意。密約に法的効力はなく、当然不参加の日本はこれに拘束されない。冷戦も参照。
- 2月10日 北号作戦
- 2月14日 早期終戦を訴えた近衛上奏文。
- 2月15日 浜松空襲
- 2月18日-3月22日 硫黄島の戦い（日本本土の戦いも参照）
- 3月 イラン・トルコが対日宣戦布告。トルコでは市民が宣戦布告に反対してデモ。
- 3月2日 大垣空襲
- 3月3日 米軍、マニラ占領。
- 3月6日 日本、国民勤労動員令公布。
- 3月10日 東京大空襲
- 3月11日 明号作戦発動、ベトナム帝国成立。
- 3月12日
  - カンボジア王国成立。
  - 名古屋大空襲
- 3月14日 大阪大空襲
- 3月16日 神戸空襲
- 3月18-21日 九州沖航空戦
- 3月19日 呉軍港空襲
- 3月23日 日本、国民義勇隊創設、本土決戦（ダウンフォール作戦）に備える。6月には、大政翼賛会・大日本翼賛壮年団・大日本婦人会・女子挺身隊などを吸収・統合。
- 3月25日 名古屋大空襲
- 3月26日-6月23日 沖縄戦（日本本土の戦いも参照）
- 3月27日 飢餓作戦開始。
- 3月から4月 繆斌工作
- 4月4日 立川空襲
- 4月5日 ソ連、日本に対して翌年期限切れとなる日ソ中立条約を延長しないと通達。小磯国昭内閣が総辞職。
- 4月6日 菊水作戦発令
- 4月7日 戦艦大和沈没（坊ノ岬沖海戦）。 鈴木貫太郎内閣成立。
- 4月8日 ラオス王国成立。
- 4月12日
  - アメリカ大統領のルーズベルト大統領急逝、後継に副大統領ハリー・S・トルーマンが就任。
  - 郡山空襲
- 4月13-14日 城北大空襲
- 4月15日 川崎大空襲
- 4月25日 大本営陸軍部により、『国民抗戦必携』と題した冊子が発行された。当時は非科学的かつ非合理的な精神論を信奉する向きもあり、竹槍訓練も実施された。
- 4月30日 浜松空襲
- 4月以降 何柱国工作
- 5月7日 ドイツ無条件降伏（詳細はドイツの降伏を参照）。
- 5月10日 徳山大空襲
- 5月16日 ペナン沖海戦
- 5月17日-6月2日 九州大学生体解剖事件
- 5月19日
  - 浜松空襲
  - 運輸通信省から通信院を分離、それぞれ運輸省と内閣所轄の逓信院となる。
- 5月22日 戦時教育令公布。
- 5月29日 横浜大空襲
- 5月31日 台北大空襲
- 6月1日 奈良空襲
- 6月9日 熱田空襲
- 6月10日 日立空襲、千葉空襲、土浦海軍航空隊空襲
- 6月17日 鹿児島大空襲
- 6月18日 四日市空襲、浜松空襲
- 6月19日 八幡空襲
- 6月19-20日 豊橋空襲、福岡大空襲、静岡大空襲
- 6月22日 姫路空襲、水島空襲、各務原空襲
- 6月23日
  - 日本、義勇兵役法公布、国民義勇戦闘隊結成。
  - 沖縄戦における組織的戦闘の終結。
- 6月26日
  - 津空襲
  - サンフランシスコ会議において国際連合憲章を採択、51ヶ国により署名
- 6月28-29日 佐世保大空襲
- 6月29日 下関空襲、岡山大空襲、延岡大空襲
- 7月1-2日 熊本大空襲、呉市街空襲
- 7月2日 下関空襲
- 7月3日 姫路空襲
- 7月4日 徳島大空襲、高松大空襲
- 7月5日 第1次横手空襲[要出典]
- 7月6日 甲府空襲
- 7月7日 岐阜空襲、千葉空襲、明石空襲
- 7月9-10日 和歌山大空襲
- 7月10日 仙台空襲、岐阜空襲
- 7月12日 宇都宮空襲、敦賀空襲
- 7月12-13日 一宮空襲
- 7月14日 釜石艦砲射撃
- 7月14-15日 函館空襲、北海道空襲
- 7月15日 室蘭艦砲射撃、多治見空襲、小樽空襲
- 7月16日 アメリカがトリニティ実験に成功し、原子爆弾完成（パンプキン爆弾とマンハッタン計画も参照）。
- 7月16-17日 平塚空襲
- 7月17日 沼津大空襲、桑名空襲、日立艦砲射撃、大分空襲
- 7月19日 銚子空襲
- 7月19-20日 福井空襲、岡崎空襲、日立空襲
- 7月24日 呉軍港空襲、津空襲、大津空襲、大垣空襲、半田空襲
- 7月25日
  - 保戸島空襲
  - 米国、原爆使用を決定し投下命令を下す。
- 7月26日
  - ドイツのポツダムで英米ソ首脳が会談。米英中三国がポツダム宣言を発表するも、日本政府はこれを黙殺。後にソ連も参加。
  - 松山大空襲
- 7月27日 大牟田空襲
- 7月28日 大山口列車空襲、一宮空襲、呉軍港爆撃（呉軍港空襲）、青森大空襲（米軍、青森へ新型焼夷弾を投下）
- 7月28-29日 宇治山田空襲
- 7月29日 大垣空襲
- 7月30日 那賀川鉄橋空襲、鎌倉空襲
- 7月 尖閣諸島戦時遭難事件
- 8月1日 富山大空襲（原爆投下を除く地方都市への空襲被害としては最大）
- 8月1-2日 長岡空襲
- 8月2日 水戸空襲、八王子空襲
- 8月5日 前橋空襲、佐賀空襲
- 8月5-6日 今治空襲
- 8月6日 米軍、広島に史上初の原子爆弾を投下。
- 8月7日 豊川空襲
- 8月8日
  - 筑紫駅列車空襲事件、福山大空襲、八幡大空襲
  - 夕刻 国際法（日ソ中立条約、国連憲章2条4項）に違反し、ソ連対日宣戦布告（ソ連の対日参戦）。
- 8月8-9日 大湊空襲
- 8月9日
  - 米軍、長崎に原爆投下。御前会議でポツダム宣言の受諾（降伏）決定。
  - ソ連軍、満州国への侵攻を開始。
  - 釜石艦砲射撃、大湊湾（大湊町）で海戦（大湊空襲）。事実上最後の海戦となる。
- 8月10日
  - 花巻空襲、第2次横手空襲
  - 日本、連合国にポツダム宣言受諾（降伏）を打電により通告。
- 8月11日
  - 未明 ソ連軍、南樺太の50度線に攻撃開始（樺太の戦い。日本本土の戦いも参照）。
  - 鳥栖空襲、加治木空襲、久留米空襲。
- 8月11日以降 バーンズ国務長官のもと人事変更。[16]
- 8月12日 麻山事件、牡丹江の戦い（〜16日）
- 8月13日 大月空襲、長野空襲、小山克事件
- 8月14日
  - 終戦の詔が出される。日本、中立国を通じ連合国に対しポツダム宣言の受諾（降伏）を通告。中ソ友好同盟条約締結。
  - 葛根廟事件
- 8月14-15日
  - 土崎空襲
  - 宮城事件
- 8月15日午前 伊勢崎空襲、熊谷空襲、小田原空襲

## 日本のポツダム宣言受諾（降伏）以降の経緯

### 1945年（昭和20年）

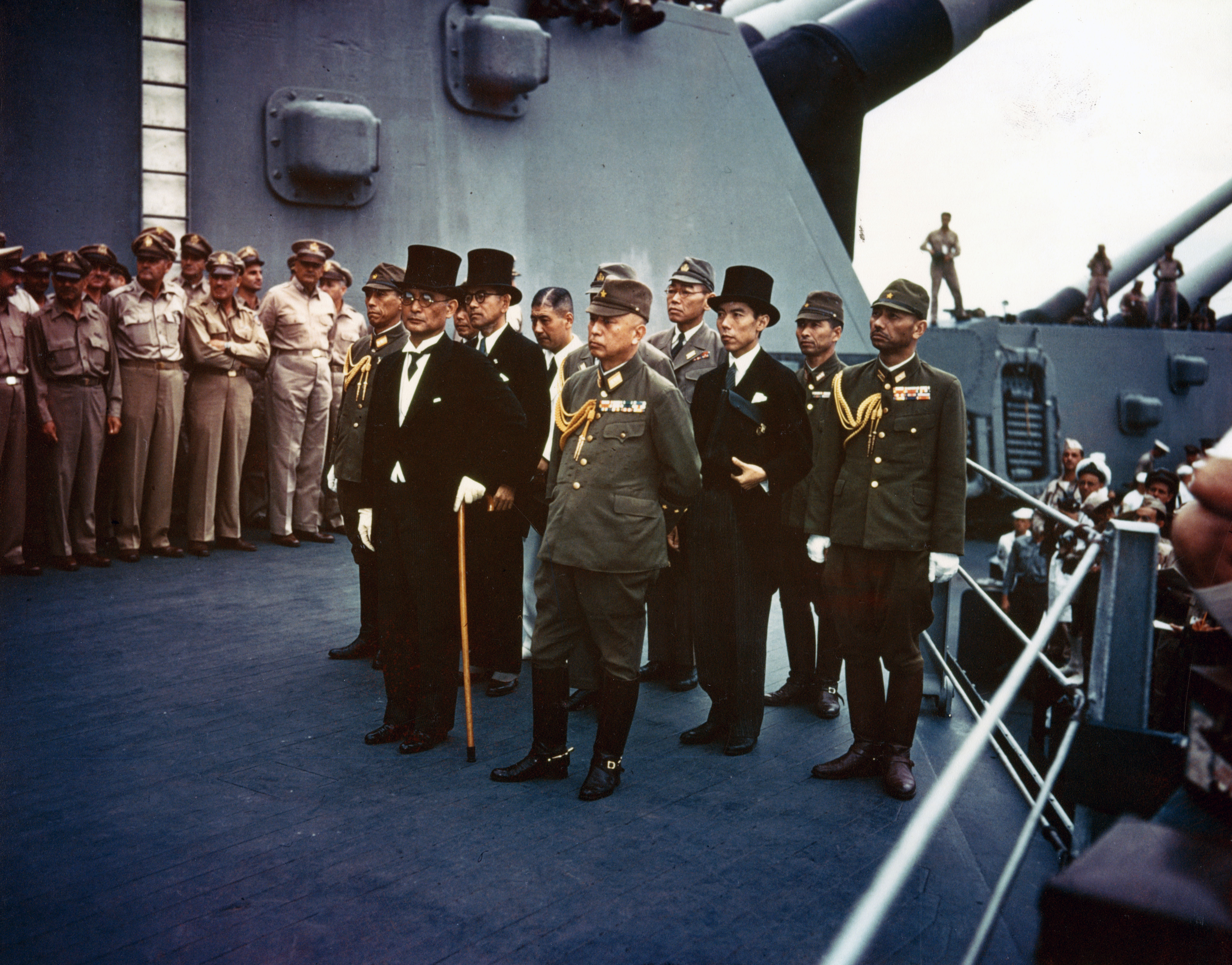
降伏文書調印時の日本側全権代表団

- 戦後混乱期（終戦処理費、闇市、買い出し列車、戦災孤児、傷痍軍人、戦後インフレ、航空機産業の禁止）。地域別の状況は連合国軍占領下の日本（間接統治）、アメリカ合衆国による沖縄統治・アメリカ施政権下の小笠原諸島（軍政）、ソ連軍占領下地域を参照。戦後、東西冷戦へ。
- 8月15日（終戦の日）
  - 正午 日本国民へ玉音放送（大東亜戦争終結ノ詔書）。連絡の行き渡らない局地戦を除き、停戦（日本の降伏）。終戦までに、日本だけで約310万人が犠牲になったとされる。鈴木貫太郎内閣総辞職。南方軍これに抗議し戦闘続行。
  - 夜 朝鮮建国準備委員会
- 8月16日 ソ連軍、恵須取郡に上陸し南樺太西岸北部に侵略開始（樺太の戦い、日本本土の戦いも参照）。大本営は一旦停戦命令を出すも、ソ連軍による日本側停戦軍使の射殺が多発し、後に自衛戦闘を許可（樋口季一郎#対ソ連占守島・樺太防衛戦と戦後も参照）。
- 8月17日
  - 東久邇宮稔彦王首相就任、東久邇宮内閣成立。天皇、停戦の勅旨。連合国の許可を得て皇族をサイゴン・シンガポール・南京・北京・新京に派遣し、勅旨を伝える。
  - ベトナム八月革命
  - インドネシア独立宣言・インドネシアにて独立戦争勃発、元日本軍義勇兵約3000名が戦う（残留日本兵も参照）。
- 8月18日
  - 未明 ソ連軍、千島列島の占守島に侵略開始（占守島の戦い、日本本土の戦いも参照）。
  - インドのチャンドラ・ボース、台湾で飛行機事故死。
  - 満州国崩壊後、内モンゴル人民解放委員会とフルンボイル地方自治政府も成立
- 8月19日
  - フィリピン・ルソン島の日本軍部隊、停戦命令を受領。
  - 神州不滅特別攻撃隊、ソ連軍へ最後の出撃。関東軍とソ連極東軍が停戦交渉開始。
- 8月20日 ソ連軍、真岡に上陸し南樺太西岸南部に侵略開始。真岡郵便電信局事件が発生（樺太の戦い、日本本土の戦いも参照）。
- 8月21日 占守島の日ソ両軍、停戦する。
- 8月22日未明 樺太における日ソ停戦合意。その後、ソ連軍による小笠原丸撃沈および豊原市空襲（三船殉難事件、樺太の戦い、日本本土の戦いも参照）。
- 8月24日 浮島丸事件
- 8月25日
  - ソ連軍、樺太の大泊に上陸。さらに千島列島の松輪島を占領。
  - 牡丹江事件、仁義佛立講開拓団遭難
  - 京城日本人世話会
- 8月26日 満州国での戦闘が終わる。
- 8月27日 敦化事件、佐渡開拓団跡事件
- 8月28日
  - ソ連軍、択捉島および南樺太の占領完了。
- 8月29日
  - ソ連軍、千島列島のウルップ島を占領。
  - 米軍第一陣150名が横浜に上陸。
- 8月30日 連合国軍最高司令官マッカーサー、厚木飛行場に到着。連合国軍最高司令官総司令部（GHQ）[17]も参照。
- 9月1日
  - ソ連軍、国後島・歯舞群島を占領。
  - 釜山日本人世話会
- 9月2日
  - 米戦艦ミズーリ号において日本の降伏文書調印。
  - ベトナム民主共和国
- 9月3日 ルソン島の日本軍降伏。ソ連・中国は対日勝利の日と主張。
- 9月4日 ラジオ・トウキョウ、連合国軍最高司令官総司令部（GHQ）の指令により、世界向け外国語放送を停止
- 9月5日
  - ソ連軍、色丹島を占領し、北方四島の占領を完了。
  - ソ連、国際法（ポツダム宣言）に違反し、ハバロフスクへ連行された首脳部も含め、関東軍将兵57万人を強制連行（シベリア抑留）。過酷な環境で奴隷的使役（強制労働）を強要。ラーゲリも参照。
- 9月6日 朝鮮人民共和国
- 9月7日 連合国占領期の朝鮮
- 9月9日
  - 支那派遣軍総司令官岡村寧次が南京で降伏文書に署名した。image
  - 内モンゴル人民共和国成立
- 9月10日
  - ラジオ・トウキョウ、GHQの指令により、全世界向け日本語放送停止
  - DDT散布開始
- 9月17日 瑞穂村開拓団集団自決
- 9月 昭和天皇・マッカーサー会見
- 10月 北緯38度以南の朝鮮からの引き揚げ開始（引揚者も参照）。
- 10月1日 京城日本人世話会罹災民救済病院
- 10月4日 治安警察法と特高警察廃止、公職追放開始。
- 10月11日 日本の戦後改革、リンゴの唄
- 10月15日 
  - 本土の日本軍、武装解除完了。
  - 治安維持法廃止と政治犯の釈放。これはGHQ調査課長エドガートン・ノーマンの指示による。
  - 在日本朝鮮人連盟
- 10月24日　国際連合が正式に発足
- 10月25日 台湾接収。その後、軍人から日本への引き揚げ（復員）が開始された（台湾からの引き揚げおよび引き揚げも参照）。
- 11月1日 栄丸遭難事件
- 11月2日 日本社会党結党。前身は社会大衆党および日本無産党、後身は新社会党や社会民主党および立憲民主党左派（近藤G、吉田G、菅Gなど）
- 11月9日 戦後開拓
- 11月23日 財閥解体
- 11月26日 中国共産党、内モンゴル人民共和国を内モンゴル自治運動連合会に改組。
- 12月1日 陸軍省、海軍省をそれぞれ第一復員省と第二復員省に改組（復員も参照）
- 12月15日 GHQは神道指令
- 12月19日 公安警察

### 1946年（昭和21年）
- 菊と刀
- 1月1日 昭和天皇、人間宣言
- 1月 尋ね人の時間
- 1月19日 東モンゴル自治政府成立
- 2月
  - 昭和天皇の戦後巡幸開始
  - ソ連、国際法（大西洋憲章）に違反し、一方的に樺太・千島の併合を主張。北方領土問題（日ソ基本条約および国連憲章も参照。）
  - 国鉄労働組合総連合会結成。
- 2月3日 通化事件（残留日本兵#中国および残留日本人も参照）。
- 2月12日 文部省、GHQ指令を受け修身・国史・地理教科書の回収について通達（墨塗り教科書も参照）。
- 2月16日 新円切替と預金封鎖
- 4月10日 第22回衆議院議員総選挙。日本初の女性議員39名当選（婦人参政権も参照）。
- 5月 満洲からの引き揚げ開始（葫芦島在留日本人大送還も参照）。
- 5月3日から1948年（昭和23年）11月12日　極東国際軍事裁判
- 5月19日 飯米獲得人民大会
- 5月27日 内モンゴル自治運動連合会に東モンゴル自治政府（東モンゴル支部）を統合。
- 6月15日 第一復員省と第二復員省を統合して復員庁を設置した。日本商船管理局、在外同胞援護会救療部、在外父兄救出学生同盟も参照。
- 7月 ガリオア資金
- 7月1日
  - 逓信院を廃止して逓信省を再設置。
  - クロスロード作戦開始。長門、酒匂沈没。
- 7月4日 フィリピン第三共和国
- 10月3日 在日本朝鮮居留民団成立。
- 10月13日 労働関係調整法
- 10月 農地改革
- 11月3日 日本国憲法公布。
- 11月 ララ物資
- 12月19日 第一次インドシナ戦争
- 12月20日　日本、首相官邸デモ事件

### 1947年（昭和22年）
ベビーブーム、団塊の世代、東京ブギウギも参照。
- 2月1日 二・一ゼネスト
- 3月以降 PTAを順次設置。
- 4月1日 学校教育法施行。学制改革および教育委員会や日本教育史も参照。
- 4月 鉄道公安職員。買い出し列車も参照。
- 5月3日 日本国憲法施行。家制度、華族制度と貴族院も廃止。
- 5月20日 - 日本、参議院設立
- 5月24日 片山内閣（日本社会党政権）成立
- 5月 - 内モンゴル自治政府成立
- 6月8日 日本教職員組合（日教組）設立
- 7月1日 日本、公正取引委員会
- 9月 コミンフォルム設立
- 10月14日 日本、旧皇族の皇籍離脱。この中には、女系で明治天皇や昭和天皇の流れを汲み現在の皇室と近親な家も含まれる（菊栄親睦会も参照）。
- 12月22日 日本、民法改正。ただし、明治31年（1898）に制定された夫婦同姓は残されたままである。
- 12月31日 内務省解体

### 1948年（昭和23年）
- 内モンゴル自治政府にフルンボイル地方自治政府を統合。
- 1948年 - 1951年 中華人民共和国によるチベット併合。チベット独立運動も参照
- 1月1日 国家地方警察設置
- 1月4日 ビルマ連邦
- 1月31日 マラヤ連邦
- 3月6日 旧警察法施行、自治体警察も設置された。
- 3月25日 漢奸容疑の川島芳子に銃殺刑執行
- 3月31日
  - 第一次アメリカ教育使節団が第一次アメリカ教育使節団報告書を提出。漢字廃止論も参照。
  - 米下院で16か国に対する53億ドルの支援を含む対外援助法案（マーシャル・プラン）可決
- 4月3日 済州島四・三事件
- 4月15日 東宝争議
- 5月1日 海上保安庁設立
- 6月 アメリカ対日協議会
- 7月1日 国家公務員法施行。欠格条項（38条）あり。
- 8月15日 大韓民国成立。
- 8月30日 ヘレン・ケラー二度目の来日
- 9月9日 北朝鮮に朝鮮民主主義人民共和国成立。
- 10月19日 麗水・順天事件

### 1949年（昭和24年）
- 脱脂粉乳をはじめ、国際連合児童基金（ユニセフ）による対日支援。
- エロア資金
- 日本、青い山脈 (曲)公開。
- 1月 日本学術会議
- 1月25日 中国共産党が北京を攻略。
- 1月31日 中国共産党の人民解放軍が北京入城。
- 2月 ドッジ・ライン
- 4月23日 中国共産党の人民解放軍、中華民国の首都南京を制圧。
- 5月20日 中国国民党、台湾に戒厳令施行。
- 6月1日
  - 公共企業体・日本国有鉄道の発足。運輸省から国有鉄道を移管。
  - 逓信省を分割し、電気通信省および郵政省発足
- 6月10日 労働組合法
- 6月14日 フランス連合内でベトナム国とカンボジアが独立。
- 6月30日
  - 日本、平事件
  - 北朝鮮、朝鮮労働党結成。朝鮮労働党と日本社会党は友好関係にあった。
- 7月5日から翌7月6日 下山事件
- 7月15日 三鷹事件
- 7月19日 フランス連合内でラオス王国独立
- 8月17日 松川事件
- 8月27日 シャウプ勧告
- 8月29日 ソ連が初の核実験・RDS-1に成功（ソ連による原子爆弾開発計画）。ベノナ及びローゼンバーグ事件、ジョルジュ・コワリも参照。
- 9月1日 労働基準法
- 10月1日 中華人民共和国成立
- 10月13日 中華人民共和国による新疆侵攻、東トルキスタン独立運動も参照。
- 12月 中華人民共和国による内モンゴル自治政府の併合。内モンゴル独立運動も参照。
- 12月8日 この日までに蔣介石率いる中華民国政府の台湾への移転が完了。
- 12月16日 スカルノ尼大統領就任。
- 12月25日から12月30日 ソ連、一方的にハバロフスク裁判開催。
- 12月29日 インドネシアの独立が確定。

### 1950年（昭和25年）
戦後復興期に移行。テレビ放送への動きが本格化。祖国防衛隊 (在日朝鮮人団体)  成立。
- 1月 岸壁の母
- 3月10日 NHK放送技術研究所にて東京テレビジョン実験局を開設[18]
- 5月1日 公職選挙法施行
- 5月30日 人民広場事件
- 6月6日 人民広場事件を受け、レッドパージ開始。逆コースも参照。
- 6月25日 朝鮮戦争勃発。朝鮮特需（ガチャマン景気も参照）
- 7月 ソ連から969人の日本人捕虜が中国側に引き渡され、計982人が撫順戦犯管理所に抑留された。
- 8月10日 朝鮮戦争勃発を受け、警察予備隊成立。
- 12月1日　日本、大津地方検察庁襲撃事件

### 1951年（昭和26年）
- 1月 在日朝鮮統一民主戦線
- 2月13日　地方公務員法施行。欠格条項（16条）あり。
- 9月8日 サンフランシスコ平和条約（ソ連・現ロシアは調印拒否）および旧日米安保条約調印。
- 10月 日本共産党の51年綱領。中核自衛隊、山村工作隊の活動により後の選挙で全議席を失い、後に武装闘争の否定を主張（敵の出方論、日本の新左翼も参照）。一連の動きは、後の破壊活動防止法制定や公安調査庁設置に繋がった。
- 12月26日 練馬事件

### 1952年（昭和27年）
- 1月18日 李承晩ライン設定。竹島問題
- 1月21日 (夜) 白鳥事件発生
- 2月1日 海外向け放送を、「ラジオ日本（ラジオニッポン、Radio Japan）」として再開。
- 2月3日　日本、田口事件
- 4月10日から  君の名はが放送開始
- 4月28日
  - 日華平和条約
  - サンフランシスコ平和条約発効、日本は独立を回復。ただし、ソ連・現ロシアは調印拒否していることから、日露二国間の外交関係に効力は及ばない。

## 犠牲者の追悼と平和祈念
戦争による犠牲者を悼み、戦後に追悼や平和祈念のための施設が多数設けられた。いまなお海外には夥しい数の犠牲者の遺骨が残されており、現在も遺骨収集事業が継続中である。
- 靖国神社（政教分離原則の観点から様々な意見あり） - 護国神社
- 忠魂碑 - 忠霊塔
- 千鳥ケ淵戦没者墓苑
- 国立広島原爆死没者追悼平和祈念館 - 原爆死没者慰霊碑
- 国立長崎原爆死没者追悼平和祈念館 - 平和祈念像
- 沖縄戦跡国定公園 - ひめゆりの塔 - ひめゆり平和祈念資料館
- 東京都戦没者霊苑 - 東京都慰霊堂
- 太平洋戦全国戦災都市空爆死没者慰霊塔
- 九人の乙女の像
- 乙女の碑
- 世界無名戦士之墓
- 若人の広場 - 戦没学徒記念館
- 清水忠霊塔公園

## 戦争の回避と抑制
感情に訴えたり精神性重視のものから理論や法則に基づくものまで多様な意見や手段があるが、いずれも目的は戦争の回避や抑制である。
戦争の要因やパターンの理解には、地政学や孫子の知識が活用可能。社会の分断や政治の不安定化、敵対国による諜報活動と憎悪表現などは戦争誘発の危険性をはらむ。
- 平和主義 - 平和運動 - 反戦運動
- 汝平和を欲さば、戦への備えをせよ
- 孫子（戦争について、国民の生命や国家の存亡に関わることとし、コスパの悪さにも触れ、安易な戦いを戒めている）
- 防諜（対外諜報や能動的サイバー防御に加え、認知戦対策として官民挙げてのメディア・リテラシー向上やファクトチェック習慣の普及も含む）
- 勢力均衡 - 脅威均衡
- 抑止力
- 安全保障#国際安全保障体制の理論
  - 集団防衛
  - 集団安全保障
  - 相互確証破壊
  - 核抑止（核武装論と反核運動も参照）